# Permsko-trijasko izumiranje
Pre otprilike 251,9 miliona godina, događaj izumiranja perm-trijasa (P–T, P–Tr) (PTME; takođe poznat kao događaj kasnog permskog izumiranja, najnoviji događaj izumiranja u permu, izumiranje na kraju perma, i kolokvijalno kao Veliko umiranje) čini granicu između permskog i trijaskog geološkog perioda, a sa njima i paleozojske i mezozojske ere. To je najteži poznati događaj izumiranja na Zemlji, sa izumiranjem 57% bioloških porodica, 83% rodova, 81% morskih vrsta i 70% kopnenih kičmenjačkih vrste. To je ujedno i najveće poznato masovno izumiranje insekata. To je najveće od "Velikih pet" masovnih izumiranja u fanerozoiku. Postoje dokazi za jedan do tri različita impulsa, ili faze, izumiranja.
Precizni uzroci Velikog umiranja ostaju neizvesni. Naučni konsenzus je da su glavni uzrok izumiranja bile poplavne bazaltne vulkanske erupcije koje su stvorile Sibirske zamke, koje su oslobađale sumpor dioksid i ugljen dioksid, što je rezultiralo euksinijom (sumporni okeani bez kiseonika), podizanjem globalnih temperatura, i zakišeljavanjem okeana. Nivo atmosferskog ugljen-dioksida je porastao sa oko 400 ppm na 2.500 ppm sa približno 3.900 do 12.000 gigatona ugljenika dodatog u sistem okean-atmosfera tokom ovog perioda. Predloženo je nekoliko drugih doprinosećih faktora, uključujući emisiju ugljen dioksida iz sagorevanja nafte i naslaga uglja zapaljenih erupcijama; emisije metana iz gasifikacije metanskih klatrata; emisije metana od strane novih metanogenih mikroorganizama hranjenih mineralima raspršenim u erupcijama; duži i intenzivniji El Ninjo događaji; i vanzemaljski uticaj koji je stvorio Aragvajna krater i izazvao seizmičko oslobađanje metana i uništavanje ozonskog omotača sa povećanom izloženošću sunčevom zračenju.

## Datiranje izumiranja
Ranije se smatralo da su sekvence stena koje se protežu na granici perma i trijasa previše malobrojne i da sadrže previše praznina da bi naučnici mogli pouzdano da utvrde njihove detalje. Međutim, sada je moguće datirati izumiranje sa milenijumskom preciznošću. U–Pb cirkon potiče iz pet slojeva vulkanskog pepela iz odseka globalnog stratotipa i tačke za granicu perma i trijasa u Mejšanu, Kina, uspostavljaju starosni model visoke rezolucije za izumiranje – omogućavajući istraživanje veza između globalne perturbacije životne sredine, poremećaja ugljeničnog ciklusa, masovnog izumiranja i oporavka u milenijumskim vremenskim razmacima. Prvo pojavljivanje konodonta Hindeodus parvus korišćeno je za ocrtavanje granice perma-trijasa.
Izumiranje se dogodilo pre između 251,941 ± 0,037 i 251,880 ± 0,031 miliona godina, u trajanju od 60 ± 48 hiljada godina. Veliko, naglo globalno smanjenje δ13C, odnosa stabilnog izotopa ugljenika-13 i ugljenika-12, poklapa se sa ovim izumiranjem, i ponekad se koristi za identifikaciju granice perma-trijasa i PTME u stenama koje nisu pogodne za radiometrijsko datiranje. Magnituda negativne digresije izotopa ugljenika bila je 4-7% i trajala je oko 500 hiljada godina, iako je procena njegove tačne vrednosti izazovna zbog dijagenetskih promena mnogih sedimentnih facija koje se prostiru na granici.
Dalji dokazi za promene životne sredine oko granice perma-trijasa sugerišu porast temperature od 8 °C (14 °F) i povećanje nivoa CO
2 do 2,500 ppm (poređenja radi, koncentracija neposredno pre industrijske revolucije bila je 280 ppm, a današnja količina je oko 422 ppm). Takođe postoje dokazi o povećanom ultraljubičastom zračenju koje je dopiralo do zemlje, izazivajući mutaciju biljnih spora.
Pretpostavlja se da je granica između perma i trijasa povezana sa naglim povećanjem obilja morskih i kopnenih gljiva, uzrokovanih naglim povećanjem količine mrtvih biljaka i životinja kojima se hrane gljive. Neki paleontolozi su koristili ovaj „gljivični šiljak“ da identifikuju litološki niz koji se nalazi na ili veoma blizu granice perma-trijasa u stenama koje nisu pogodne za radiometrijsko datiranje ili imaju manjak odgovarajućih indeksnih fosila. Međutim, čak su i predlagači hipoteze o gljivičnim šiljcima istakli da su „šiljci gljiva“ možda bili ponavljajući fenomen koji je stvorio ekosistem nakon izumiranja tokom najranijeg trijasa. Sama ideja o gljivičnom šiljku je kritikovana po nekoliko osnova, uključujući: Reduviasporonites, najčešća pretpostavljena spora gljivica, može biti fosilizovana alga; šiljak se nije pojavio širom sveta; i na mnogim mestima nije padao na granicu perm–trijas. Reduviasporonites mogu čak predstavljati prelaz u trijaski svet kojim dominiraju jezera, a ne najraniju trijasku zonu smrti i raspadanja u nekim kopnenim fosilnim slojevima. Noviji hemijski dokazi se bolje slažu sa gljivičnim poreklom za Reduviasporonites, razvodnjavajući ove kritike.
Postoji nesigurnost u pogledu trajanja sveukupnog izumiranja i oko vremena i trajanja izumiranja različitih grupa u okviru šireg procesa. Neki dokazi sugerišu da je bilo više impulsa izumiranja ili da je izumiranje bilo dugo i da se proširilo na nekoliko miliona godina, sa oštrim vrhuncem u poslednjih milion godina perma. Statističke analize nekih visoko fosilnih slojeva u Meišanu, provincija Džeđang na jugoistoku Kine, sugerišu da je glavno izumiranje bilo grupisano oko jednog vrha, dok je studija odseka Ljangfengia pronašla dokaze o dva talasa izumiranja, MEH-1 i MEH- 2, koji su se razlikovali po svojim uzrocima, a studija odseka Šangsi pokazala je i dva impulsa izumiranja sa različitim uzrocima. Nedavna istraživanja pokazuju da su različite grupe izumrle u različito vreme; na primer, iako je bilo teško apsolutno datirati, izumiranje ostrakoda i brahiopoda je razdvojeno za oko 670.000 do 1,17 miliona godina. Paleoekološka analiza slojeva lopingijana u basenu Boven u Kvinslendu ukazuje na brojne periode stresa na morsku životnu sredinu od srednjeg do kasnog lopingijana koji je doveo do samog izumiranja krajnjeg perma, podržavajući aspekte hipoteze postepenosti. Pored toga, opadanje bogatstva morskih vrsta i strukturni kolaps morskih ekosistema su možda takođe bili odvojeni, pri čemu je prvi prethodio drugom za oko 61.000 godina prema jednoj studiji.
Da li su kopnena i morska izumiranja bila sinhrona ili asinhrona je još jedna kontroverzna tačka. Dokazi iz dobro očuvane sekvence u istočnom Grenlandu sugerišu da su kopnena i morska izumiranja počela istovremeno. U ovom nizu, opadanje životinjskog sveta je koncentrisano u periodu od približno 10.000 do 60.000 godina, pri čemu je biljkama bilo potrebno još nekoliko stotina hiljada godina da pokažu pun uticaj događaja. Mnoge sedimentne sekvence iz Južne Kine pokazuju sinhrona kopnena i morska izumiranja. Istraživanja u Sidnejskom basenu o trajanju i toku PTME takođe podržavaju sinhronu pojavu kopnenih i morskih biotičkih kolapsa. Drugi naučnici veruju da je masovno izumiranje na kopnu počelo između 60.000 i 370.000 godina pre početka morskog masovnog izumiranja. Hemostratigrafska analiza iz sekcija u Finmarku i Trendelagu pokazuje da se kopneni cvetni obrt dogodio pre velikog negativnog δ13C  pomeranja tokom izumiranja u moru. Datiranje granice između zona okupljanja Dicynodon i Lystrosaurus u basenu Karu ukazuje na to da se kopneno izumiranje dogodilo ranije od izumiranja u moru. Formacija Suenđagou u Južnoj Kini takođe beleži propast kopnenog ekosistema pre morske krize. Druga istraživanja su i dalje otkrila da se kopneno izumiranje dogodilo nakon izumiranja mora u tropima.
Proučavanje vremena i uzroka izumiranja perm-trijasa je komplikovano zbog često zanemarenog kapitanijankog izumiranja (koje se takođe naziva i gvadalupsko izumiranje), samo jednog od možda dva masovna izumiranja u kasnom permu koja su blisko prethodila događaju iz perma-trijasa. Ukratko, kada počinje perm-trijas, teško je znati da li se krajnji kapitanijan završio, u zavisnosti od faktora koji se razmatraju. Mnoga izumiranja koja su nekada datovana na granicu perma i trijasa nedavno su prevedena na kraj kapitanijana. Dalje, nejasno je da li su se neke vrste koje su preživele prethodno izumiranje oporavile dovoljno dobro da bi se njihov konačni nestanak u permsko-trijaskom događaju smatrao odvojenim od kapitanijskog događaja. Manjiska tačka gledišta je da je niz ekoloških katastrofa efektivno predstavljao jedan, produženi događaj izumiranja, možda u zavisnosti od toga koja se vrsta razmatra. Ova starija teorija, još uvek podržana u nekim nedavnim radovima, predlaže da su postojala dva velika impulsa izumiranja u razmaku od 9,4 miliona godina, razdvojena periodom izumiranja koji je bio manje opsežan, ali još uvek znatno iznad nivoa pozadine, i da je konačno izumiranje ubilo oko 80% morskih vrsta koje su tada živele, dok su ostali gubici nastali tokom prvog impulsa ili intervala između impulsa. Prema ovoj teoriji, jedan od ovih impulsa izumiranja dogodio se na kraju gvadalupske epohe perma. Na primer, svi rodovi dinocefalija su izumrli na kraju gvadalupa, kao i Verbeekinidae, porodica velikih fuzulinskih foraminifera. Smatra se da je uticaj izumiranja na kraju gvadalupa na morske organizme varirao između lokacija i između taksonomskih grupa – brahiopodi i korali su imali velike gubitke.

## Obrasci izumiranja
| Morska izumiranja                | Izumiranje rodova | Beleške                                                              |
| Morski beskičmenjaci             |                   |                                                                      |
| Foraminifera                     | 97%               | Fusulinidi su izumrli, ali su bili i pred izumiranjem pre katastrofe |
| Radiolarije (plankton)           | 99%               |                                                                      |
| Morska sasa, korali, itd.        | 96%               | Razne vrste korala su izumrle                                        |
| Morske mahovine                  | 79%               |                                                                      |
| Školjke svetiljke                | 96%               |                                                                      |
| Školjke                          | 59%               |                                                                      |
| Puževi                           | 98%               |                                                                      |
| Amoniti                          | 97%               |                                                                      |
| Morski krinovi                   | 98%               | Skoro su svi izumrli                                                 |
| Blastoidi (bodljokošci)          | 100%              | Možda su izumrli i pre prelaska perma u trijas                       |
| Trilobiti                        | 100%              | U opadanju od Devona; samo dva roda je živelo pre izumiranja         |
| Euripteridi ("morski škorpioni") | 100%              | Možda su izumrli i pre prelaska perma u trijas                       |
| Ostrakodi (mali rakovi)          | 59%               |                                                                      |
| Ribe                             |                   |                                                                      |
| Bodljikave ajkule                | 100%              | U opadanju od Devona, imale samo jednu živu porodicu                 |

### Morski organizmi
Morski beskičmenjaci pretrpeli su najveće gubitke tokom P–Tr izumiranja. Dokazi za to su pronađeni u uzorcima iz južne Kine na P–Tr granici. Ovde, 286 od 329 rodova morskih beskičmenjaka nestaje unutar poslednje dve sedimentne zone koje sadrže konodonte iz perma. Smanjenje raznovrsnosti je verovatno uzrokovano naglim povećanjem izumiranja, a ne smanjenjem specijacije.
Izumiranje je prvenstveno pogodilo organizme sa skeletima od kalcijum karbonata, posebno one koji se oslanjaju na stabilne nivoe CO2 da bi proizveli svoje skelete. Ovi organizmi su bili podložni efektima zakišeljavanja okeana koje je rezultat povećanog atmosferskog CO2. Organizmi koji su se oslanjali na hemocijanin ili hemoglobin za transport kiseonika bili su otporniji na izumiranje od onih koji su koristili hemeritrin ili difuziju kiseonika. Takođe postoje dokazi da je endemizam bio snažan faktor rizika koji je uticao na verovatnoću izumiranja taksona. Taksoni školjkaša koji su bili endemični i lokalizovani u određenom regionu imali su veću verovatnoću da će nestati nego kosmopolitski taksoni. Postojala je mala latidudalna razlika u stopama preživljavanja taksona.
Među bentoškim organizmima, događaj izumiranja je umnožavao pozadinske stope izumiranja, i stoga je prouzrokovao maksimalni gubitak vrsta za taksone koji su imali visoku pozadinsku stopu izumiranja (implicitno, taksone sa velikim prometom). Stopa izumiranja morskih organizama bila je katastrofalna. Bioturbatori su bili izuzetno teško pogođeni, o čemu svedoči gubitak sedimentnog mešovitog sloja u mnogim morskim facijama tokom izumiranja na kraju perma.
Preživele grupe morskih beskičmenjaka uključivale su zglobne brahiopode (one sa prevojnicom), čija je brojnost postepeno opadala od P–Tr izumiranja; red amonita Ceratitida; i krinoida („morski ljiljani“), koji je skoro izumrli, ali su kasnije postali izobilni i raznoliki. Grupe sa najvišim stopama preživljavanja generalno su imale aktivnu kontrolu cirkulacije, razrađene mehanizme razmene gasova i laganu kalcifikacija; jače kalcifikovani organizmi sa jednostavnijim aparatima za disanje pretrpeli su najveći gubitak raznovrsnosti vrsta. U slučaju brahiopoda, barem, preživeli taksoni su uglavnom bili mali, retki članovi ranije raznolike zajednice.
Konodonti su bili ozbiljno pogođeni i u smislu taksonomske i morfološke raznovrsnosti, mada ne tako ozbiljno kao tokom kapitanijskog masovnog izumiranja.
Amonoidi, koji su bili u dugoročnom padu tokom 30 miliona godina od roadijana (srednjeg perma), pretrpeli su selektivni puls izumiranja 10 miliona godina pre glavnog događaja, na kraju kapitanske faze. U ovom preliminarnom izumiranju, koje je u velikoj meri smanjilo disparitet, ili raspon različitih ekoloških esnafa, očigledno su odgovorni faktori životne sredine. Raznolikost i disparitet su dalje padali sve do P–Tr granice; izumiranje ovde (P–Tr) je bilo neselektivno, u skladu sa katastrofskim pokretačem. Tokom trijasa, raznovrsnost je brzo rasla, ali je disparitet ostao nizak. Opseg morfoprostora koji zauzimaju amonoidi, odnosno njihov raspon mogućih formi, oblika ili struktura, postajao je sve ograničeniji kako je perm napredovao. Nekoliko miliona godina u trijasu, prvobitni raspon amonoidnih struktura je ponovo zauzet, ali su parametri sada različito podeljeni među kladama.
Ostrakodi su iskusili produžene poremećaje raznolikosti tokom čangsingijana pre samog PTME, kada su njihove ogromne proporcije naglo nestale. Najmanje 74% ostrakoda je izumrlo tokom samog PTME.
Briozoanci su bili u dugoročnom opadanju tokom kasne permske epohe pre nego što su pretrpeli još katastrofalnije gubitke tokom PTME.
Dubokovodni sunđeri us pretrpeli značajan gubitak raznovrsnosti i ispoljili su smanjenje veličine spikula tokom PTME. Sunđeri plitke vode bili su mnogo manje pogođeni; oni su iskusili povećanje veličine spikula i mnogo manji gubitak morfološke raznovrsnosti u poređenju sa svojim pandanima u dubokoj vodi.
Foraminifera je pretrpela ozbiljno usko grlo u raznolikosti. Približno 93% najnovijih permskih foraminifera je izumrlo, pri čemu je nestalo 50% klade Textulariina, 92% Lagenida, 96% Fusulinida i 100% Miliolida. Razlog zašto su lagenidi preživeli dok su fusulinoidski fusulinidi potpuno izumrli možda je bio veći opseg tolerancije životne sredine i veća geografska distribucija prvih u poređenju sa drugim.
Kladodontomorfne ajkule su verovatno preživele izumiranje zbog svoje sposobnosti da prežive u staništima u dubokim okeanima. Ova hipoteza se zasniva na otkriću kladodontomorfa iz rane krede u dubokim, spoljašnjim sredinama na kontinentalnim policama. Ihtiosaurusi, za koje se veruje da su evoluirali neposredno pre PTME, takođe su preživeli PTME.
Efekat Liliputa, fenomen upatuljavanja vrsta tokom i neposredno nakon događaja masovnog izumiranja, primećen je preko granice perma-trijasa, koji se posebno javlja kod foraminifera, brahiopoda, školjki, i ostrakoda. Iako su puževi koji su preživeli kataklizmu bili manji po veličini od onih koji nisu, i dalje se raspravlja da li je efekat Liliputa zaista zavladao među puževima. Neki taksoni puževa, nazvani „Guliverovi puževi“, povećali su se u veličini tokom i neposredno nakon masovnog izumiranja, što je primer suprotnosti efektu Liliputa, koji je nazvan Brobdingnagov efekat.

### Kopneni beskičmenjaci
Perm je imao veliku bioraznolikost insekata i drugih beskičmenjaka, među njima i najveće insekte koji su ikada postojali. Ovo izumiranje je najveće poznato masovno izumiranje insekata, prema nekim izvorima, to bi moglo biti jedino masovno izumiranje koje je značajno uticalo na raznovrsnost insekata. Osam ili devet redova insekata je izumrlo, a još deset je značajno smanjeno u raznolikosti. Paleodiktiopteroidi (insekti sa oštricom i usnim aparatom) počeli su da opadaju tokom srednjeg perma; ova izumiranja su povezana sa promenom flore. Najveći pad dogodio se u kasnom permu i verovatno nije bio direktno uzrokovan vremenskim promenama cvetova. Međutim, neki uočeni padovi entomofaune u PTME su biogeografske promene, a ne potpuno izumiranje.

### Kopnene biljke
Geološki zapisi kopnenih biljaka su retki i uglavnom se zasnivaju na studijama polena i spora. Cvetne promene preko granice perma-trijasa su veoma promenljive u zavisnosti od lokacije i kvaliteta očuvanja bilo koje lokacije. Biljke su relativno imune na masovno izumiranje, pri čemu je uticaj svih velikih masovnih izumiranja „beznačajan“ na nivou porodice. Čak i smanjenje uočeno u raznolikosti vrsta (od 50%) može biti uglavnom zbog tafonomskih procesa. Međutim, dolazi do masovnog preuređivanja ekosistema, pri čemu se obilje i distribucija biljaka duboko menjaju i sve šume praktično nestaju. Dominantne cvetne grupe su se promenile, sa mnogim grupama kopnenih biljaka koje su ušle u nagli pad, kao što su Cordaites (gimnosperme) i Glossopteris (semena paprat). Ozbiljnost izumiranja biljaka je sporna.
Flora kojom dominira Glossopteris, koja je karakterisala Gondvanu na visokim geografskim širinama, kolapsirala je u Australiji oko 370.000 godina pre granice između perma i trijasa, pri čemu je kolaps ove flore bio manje ograničen u zapadnoj Gondvani, ali se i dalje verovatno dogodio nekoliko stotina hiljada godina pre granice.
Palinološke ili polenske studije sa istočnog Grenlanda slojeva sedimentnih stena postavljenih tokom perioda izumiranja ukazuju na guste šume golosemenica pre događaja. U isto vreme kada je makrofauna morskih beskičmenjaka opala, ove velike šume su izumrle i to je praćeno porastom raznovrsnosti manjih zeljastih biljaka, uključujući Lycopodiophyta, i Selaginellales i Isoetales. Podaci sa Kap Stoša sugerišu da bogatstvo cvetnih vrsta nije značajno pogođeno tokom PTME.
Flora Cordaites, koja je dominirala angarskim florističkim carstvom koje odgovara Sibiru, propala je tokom izumiranja. U Kuznjeckom basenu, izumiranje šumske flore prilagođene vlažnim uslovima u regionima u kojima dominiraju kordajtalci izazvano sušnošću, dogodilo se otprilike pre 252,76 Ma, oko 820.000 godina pre izumiranja na kraju Perma u Južnoj Kini. To sugeriše da je biotička katastrofa na kraju Perma možda započela ranije na kopnu i da je ekološka kriza možda bila postepenija i asinhrona na kopnu u poređenju sa njenim naglijim početkom u morskom carstvu.
U Severnoj Kini, prelaz između formacija Gornje Šihoce i Suenđagou i njihovih bočnih ekvivalenata označio je veoma veliko izumiranje biljaka u regionu. Oni biljni rodovi koji nisu izumrli i dalje su doživeli veliko smanjenje svog geografskog raspona. Nakon ove tranzicije, ugljene močvare su nestale. Izumiranje cveća u Severnoj Kini je u korelaciji sa opadanjem Gigantopteris flore u Južnoj Kini.
U Južnoj Kini, suptropski katazijski gigantopterid kojim dominiraju kišne šume naglo je kolapsirao. Izumiranje cveća u Južnoj Kini povezano je sa procvatom bakterija u zemljištu i obližnjim jezerskim ekosistemima, pri čemu je njihov verovatan uzrok erozija zemljišta koja je rezultat odumiranja biljaka. Šumski požari su verovatno odigrali ulogu u padu Gigantopterisa.
Flora četinara u današnjem Jordanu, poznata po fosilima u blizini Mrtvog mora, pokazala je neuobičajenu stabilnost tokom tranzicije perm-trijas, i izgleda da je bila samo minimalno pogođena krizom.

### Kopneni kičmenjaci
Do izumiranja kopnenih kičmenjaka došlo je brzo, za 50.000 godina ili manje; studija koprolita u fosilnim slojevima Vjazniki u Rusiji sugeriše da je za to bilo potrebno samo nekoliko hiljada godina. Aridifikacija izazvana globalnim zagrevanjem bila je glavni krivac za izumiranje kopnenih kičmenjaka. Postoji dovoljno dokaza koji ukazuju na to da je više od dve trećine kopnenih lavirintodontskih vodozemaca, taksona sauropsida („gmizavac“) i terapsida („prasisara“) izumrlo. Najveće gubitke pretrpeli su krupni biljojedi.
Svi permski anapsidni gmizavci su izumrli osim prokolofonida (iako testudini imaju morfološki anapsidne lobanje, sada se smatra da su evoluirali odvojeno od predaka dijapsida). Pelikozaurusi su izumrli pred kraj perma. Utvrđeno je da je premalo fosila permskih dijapsida podržalo bilo kakav zaključak o uticaju permskog izumiranja na dijapside (grupa „gmizavaca“ iz koje su evoluirali gušteri, zmije, krokodili i dinosaurusi (uključujući ptice)). Tradicionalno se smatra da su gorgonopsijani izumrli tokom PTME, ali neki probni dokazi sugerišu da su možda preživeli u trijasu.
Grupe koje su preživele pretrpele su izuzetno velike gubitke vrsta, a neke grupe kopnenih kičmenjaka su skoro izumrle na kraju perma. Neke od preživelih grupa nisu opstale dugo nakon ovog perioda, ali druge koje su jedva preživele nastavile su da stvaraju različite i dugotrajne loze. Međutim, bilo je potrebno 30 miliona godina da se fauna kopnenih kičmenjaka potpuno oporavi, brojčano i ekološki.
Teško je detaljno analizirati stope izumiranja i preživljavanja kopnenih organizama jer se nekoliko kopnenih fosilnih slojeva prostire na granici perma-trijasa. Najpoznatiji zapisi o promenama kičmenjaka preko granice perma i trijasa javljaju se u Karu supergrupi u Južnoj Africi, ali statističke analize do sada nisu donele jasne zaključke. Jedna studija o basenu Karu otkrila je da je 69% kopnenih kičmenjaka izumrlo tokom 300.000 godina do granice perma-trijasa, nakon čega je usledio manji impuls izumiranja koji uključuje četiri taksona koji su preživeli prethodni interval izumiranja. Druga studija najnovijih permskih kičmenjaka u basenu Karu utvrdila je da je 54% njih izumrlo zbog PTME.

### Moguća objašnjenja obrazaca
Najranjiviji morski organizmi bili su oni koji su imali tvrde delove sačinjene od krečnjaka (npr. od kalcijum karbonata) i imali male stope metabolizma te slabe respiratorne sisteme — posebno sunđeri i korali; oko 81% svih rodova je izumrlo. Bliski rođaci bez tvrdih krečnjačkih delova, na primer morske sase, oni od kojih su se razvili moderni korali. Životinje sa dobro razvijenim stopama metabolizma, respiratornih sistema i tvrdih delova bez krečnjaka su imale zanemarive gubitke—izuzev konodonta kod kojih je 33% rodova izumrlo.
Ovaj obrazac je dosledan sa učincima hipoksije, nedostatkom ali ne i potpunim izostankom kiseonika. Ipak, to nije mogao biti jedini uzrok stradanja morskih organizama. Skoro sve vode epikontinentalnog pojasa su morale postati izuzetno hipoksične kako bi se objasnio tako veliki obim izumiranja. Modeli kasnog perma i ranog trijasa pokazuju značajan, ali ne i dugotrajan pad nivoa kiseonika. Ipak, pad nivoa kiseonika se prema nekim modelima ne poklapa sasvim sa izumiranjem tadašnjih vrsta.
Promatrani obrazac morskih izumiranja se poklapa i sa velikim povećanjem ugljen-dioksida (CO2), koji može smanjiti koncentraciju karbonata u vodi time da ih „istisne”, što dalje povećava poteškoću stvaranja tvrdih delova karbonata. Morski organizmi su osetljiviji na promenu nivoa 2 nego kopneni organizmi zbog raznih razloga. 2 je 28 puta rastvorljiviji u vodi nego u vazduhu. Morske životinje uglavnom funkcionišu sa nižim nivoima 2 u telima nego kopnene živtoinje, pošto uklanjanje 2 kod životinja ometa potreba za gasom da prođe kroz respiratorni sistem membrana (pluća, dušnik i dr.). Kod morskih organizama, skromno ali dugotrajno povećanje 2 ometa sintezu proteina, smanjuje stopu plodnosti te se stvaraju deformiranje u tvrdim delovima tela od krečnjaka. Povećanje 2 povećava i kiselost okeana.
Teško je detaljno analizirati stopu preživljavanja kopnenih organizama zbog manjka fosila. Insekti trijasa su drugačiji od insekata u permu, ali postoji manjak fosilnih nalazišta insekata u rasponu od 15 miliona godina od kasnog perma do ranog trijasa. Najbolja nalazišta su u Južnoj Africi. Ipak, analize fosilnih nalazišta reka ukazuju na pomak od meandrirajućih obrazaca do opletenih rečnih obrazaca, što ukazuje na iznenadno sušniju klimu. Promena klime je trajala oko 100.000 godina.

## Biotički oporavak
U jeku izumiranja, ekološka struktura današnje biosfere evoluirala je iz zaliha preživelih taksona. U moru je „paleozojska evoluciona fauna“ opala, dok je „moderna evoluciona fauna“ postigla veću dominaciju; masovno izumiranje perm-trijasa označilo je ključnu prekretnicu u ovoj ekološkoj promeni koja je počela nakon kapitanskog masovnog izumiranja, a kulminirao je u kasnoj juri. Tipični taksoni bentoske faune školjkaša sada su bili školjke, puževi, morski ježevi i malakostraka, dok su koštane ribe i morski gmizavci bili raznovrsni u pelagičkoj zoni. Na kopnu su dinosaurusi i sisari nastali tokom trijasa. Duboka promena u taksonomskoj kompoziciji delimično je bila rezultat selektivnosti događaja izumiranja, koji je uticao na neke taksone (npr. brahiopode) teže od drugih (npr. školjke). Međutim, oporavak je takođe bio različit između taksona. Neki preživeli su izumrli nekoliko miliona godina nakon izumiranja, a da se nisu ponovo diverzifikovali (hodanje mrtvih klada, npr. porodica puževa Bellerophontidae), dok su drugi prevladali u geološkim vremenima (npr. školjke).

### Morski ekosistemi
Događaj kosmopolitizma počeo je odmah nakon izumiranja na kraju perma. Morske faune nakon izumiranja bile su uglavnom siromašne vrstama i dominiralo je nekoliko pionirskih taksona kao što su školjke Claraia, Unionites, Eumorphotis, i Promyalina, konodonti Clarkina i Hindeodus, neartikulisani brahiopod Lingularia, i foraminifere Earlandia i Rectocornuspira kalhori, od kojih se ova druga ponekad svrstava u rod Ammodiscus. Njihova cehovska raznolikost je takođe bila niska. Faune nakon PTME imale su ravan, beznačajan latitudni gradijent.
Brzina oporavka od izumiranja je sporna. Neki naučnici procenjuju da je trebalo 10 miliona godina (do srednjeg trijasa) zbog ozbiljnosti izumiranja. Međutim, studije u okrugu Ber Lejk, u blizini Pariza, Ajdaho, i obližnjim lokacijama u Ajdahu i Nevadi, pokazale su relativno brz oporavak u lokalizovanom morskom ekosistemu ranog trijasa (biota Pariza), pri čemu je bilo potrebno oko 1,3 miliona godina da se oporave, dok je neobično raznolika i složena ihnobiota poznata iz Italije manje od milion godina nakon izumiranja na kraju Perma. Pored toga, kompleks Guejanške biota pronađen u blizini Guejanga, Kina, takođe ukazuje na to da je život na nekim mestima napredovao samo milion godina nakon masovnog izumiranja, kao i fosilni skup poznat kao Šanganska fauna pronađen u Šanganu, Kina, biota Vangmo iz formacije Luolou u Guejdžou, i fauna gastropoda iz formacije Al Džil u Omanu. Postojale su regionalne razlike u tempu biotičkog oporavka, što sugeriše da se uticaj izumiranja možda osećao manje ozbiljno u nekim oblastima nego u drugim, pri čemu su izvor varijanse diferencijalni stres životne sredine i nestabilnost. Pored toga, predloženo je da iako se ukupna taksonomska raznolikost brzo oporavljala, funkcionalnoj ekološkoj raznovrsnosti je trebalo mnogo duže da se vrati na nivoe pre izumiranja; jedna studija je zaključila da je morski ekološki oporavak još uvek bio u toku 50 miliona godina nakon izumiranja, tokom najnovijeg trijasa, iako se taksonomska raznolikost ponovo povećala za desetinu tog vremena.
Tempo i vreme oporavka takođe su se razlikovali u zavisnosti od vrste i načina života. Zajednice na morskom dnu zadržale su relativno nisku raznovrsnost do kraja ranog trijasa, otprilike 4 miliona godina nakon izumiranja. Epifaunskom bentosu je trebalo duže da se oporavi nego infaunskom bentosu. Ovaj spori oporavak je u značajnoj suprotnosti sa brzim oporavkom koji se primećuje kod nektonskih organizama kao što su amonoidi, koji su premašili raznolikosti pre izumiranja već dva miliona godina nakon krize, i konodonti, koji su se značajno diverzifikovali tokom prva dva miliona godina ranog trijasa.
Nedavni radovi sugerišu da je tempo oporavka suštinski vođen intenzitetom konkurencije među vrstama, što pokreće stope diferencijacije niša i specijacije. Taj oporavak je bio spor u ranom trijasu, što se može objasniti niskim nivoom biološke konkurencije zbog nedostatka taksonomske raznolikosti, a da se biotički oporavak eksplozivno ubrzao u anizijskom periodu može se objasniti gomilanjem niša, fenomenom koji bi drastično povećana konkurencija, koja je postala prevalentna do anizijana. Rast biodiverziteta se tako ponašao kao pozitivna povratna sprega koja se povećavala kako je uzimala maha u spatijanu i anizijanu. Shodno tome, niski nivoi insterspecifične konkurencije u zajednicama na morskom dnu u kojima dominiraju primarni potrošači odgovaraju sporim stopama diverzifikacije i visokim nivoima interspecifične konkurencije među nektonskim sekundarnim i tercijalnim potrošačima do visokih stopa diverzifikacije. Druga objašnjenja navode da je život bio usporen u svom oporavku jer su se sumorni uslovi periodično vraćali tokom ranog trijasa, uzrokujući dalje događaje izumiranja, kao što je izumiranje na smitijsko-spatijskoj granici. Kontinuirane epizode ekstremno vrućih klimatskih uslova tokom ranog trijasa smatrane su odgovornim za odloženi oporavak okeanskog života, posebno skeletizovanih taksona koji su najpodložniji visokim koncentracijama ugljen-dioksida. Relativno kašnjenje u oporavku bentoskih organizama se pripisuje široko rasprostranjenoj anoksiji, ali velika zastupljenost bentoskih vrsta je u suprotnosti sa ovim objašnjenjem. Studija iz 2019. pripisala je različitost vremena oporavka između različitih ekoloških zajednica razlikama u lokalnom ekološkom stresu tokom intervala biotičkog oporavka, pri čemu se regioni koji doživljavaju perzistentni ekološki stres nakon izumiranja oporavljaju sporije, podržavajući gledište da su ponavljajuće ekološke katastrofe krive za retardirani biotski oporavak. Ponavljajući ekološki stres u ranom trijasu takođe je delovao kao plafon koji je ograničavao maksimalnu ekološku složenost morskih ekosistema sve do olenekijana. Smatra se da je biotski oporavak bio ekološki neujednačen i nestabilne u anizijanu, što je biote činilo ranjivim na stresove životne sredine.
Dok je većina morskih zajednica potpuno oporavljena u srednjem trijasu, globalna morska raznolikost je dostigla vrednosti pre izumiranja tek sredinom jure, otprilike 75 miliona godina nakon izumiranja.
Pre izumiranja, oko dve trećine morskih životinja bile su sesilne i pričvršćene za morsko dno. Tokom mezozoika, samo oko polovine morskih životinja je bila sesilna dok su ostale živele slobodno. Analiza morskih fosila iz tog perioda ukazala je na smanjenje brojnosti sesilnih epifaunalnih suspenzijskih hranilica, kao što su brahiopodi i morski ljiljani, i povećanje složenijih mobilnih vrsta kao što su puževi, morski ježevi i rakovi. Pre masovnog izumiranja u permu, i složeni i jednostavni morski ekosistemi bili su podjednako zastupljeni. Nakon oporavka od masovnog izumiranja, složene zajednice su nadmašivale jednostavne zajednice za skoro tri prema jedan, a povećanje pritiska predatorstva i durofagije doveli su do mezozojske morske revolucije.
Morski kičmenjaci su se oporavili relativno brzo, sa složenim interakcijama grabežljivaca i plena, sa kičmenjacima na vrhu mreže ishrane, poznatim iz koprolita pet miliona godina nakon PTME. Hibodonti su nakon PTME pokazali izuzetno brzu zamenu zuba. Ihtiopterigijani su izuzetno brzo povećali veličinu nakon PTME.
Školjke su brzo rekolonizirale mnoge morske sredine nakon katastrofe. Školjke su bile prilično retke pre P–Tr izumiranja, ali su postale brojne i raznovrsne u trijasu, preuzimajući niše koje su prvenstveno popunjavali brahiopodi pre masovnog izumiranja. Nekada se smatralo da su školjke nadmašile brahiopode, ali ova zastarela hipoteza o prelazu brahiopod-školjka je opovrgnuta Bajesovom analizom. Uspeh školjkaša nakon izumiranja možda je bio funkcija toga što su posedovale veću otpornost na stres okoline u poređenju sa brahiopodima sa kojima su koegzistirali, dok su druge studije naglasile veću širinu niše ovih prvih. Uspon školjkaša do taksonomske i ekološke dominacije nad brahiopodima, međutim, nije bio sinhron, i brahiopodi su zadržali ogromnu ekološku dominaciju u srednjem trijasu čak i kada su ih školjkaši premašili u taksonomskom diverzitetu. Neki istraživači smatraju da se tranzicija brahiopoda i školjkaša ne može pripisati samo izumiranju na kraju perma, već i ekološkom restrukturiranju koje je počelo kao rezultat kapitanijskog izumiranja. Infaunalne navike kod školjkaša postale su zastupljenije nakon PTME.
Linguliformni brahiopodi bili su široko zastupljeni odmah nakon izumiranja, i njihova brojnost u suštini nije bila pod uticajem krize. Adaptacije za okruženje siromašno kiseonikom i toplotu, kao što je povećana površina lofoforne šupljine, odnos širine i dužine školjke i minijaturizacija školjke, primećene su kod linguliforma nakon izumiranja. Preživela fauna brahiopoda bila je veoma niske raznovrsnosti i nije pokazivala nikakav provincijalizam. Brahiopodi su počeli da se oporavljaju oko 250,1 ± 0,3 Ma, što je obeleženo pojavom roda Meishanorhynchia, za koje se veruje da su prvi brahiopodi koji su evoluirali nakon masovnog izumiranja. Velika rediverzifikacija brahiopoda počela je tek u kasnom spatijskom i anizijskom periodu u kontekstu pada široko rasprostranjene anoksije i ekstremne vrućine i širenjem klimatskih zona pogodnijih za život. Taksoni brahiopoda tokom anizijskog intervala oporavka bili su samo filogenetski povezani sa kasnopermskim brahiopodima na porodičnom taksonomskom nivou ili više; ekologija brahiopoda se radikalno promenila u odnosu na ranije nakon masovnog izumiranja.
Ostrakodi su bili izuzetno retki tokom bazalnog ranog trijasa. Taksoni povezani sa mikrobijalitima bili su neproporcionalno zastupljeni među preživelim ostrakodama. Ostrakodni oporavak je počeo u spatijanu. Uprkos velikom taksonomskom obrtu, ekološki načini života ostrakoda iz ranog trijasa ostali su prilično slični onima ostrakoda pre PTME.
Briozoani u ranom trijasu nisu bili raznovrsni, predstavljeni su uglavnom pripadnicima Trepostomatida. Tokom srednjeg trijasa došlo je do porasta raznovrsnosti briozoa, koji je dostigao vrhunac u karnijanu.
Krinoidi („morski ljiljani“) su pretrpeli selektivno izumiranje, što je rezultiralo smanjenjem raznolikosti njihovih oblika. Iako kladističke analize sugerišu da se početak njihovog oporavka dogodio u induanu, oporavak njihove raznolikosti, mereno fosilnim dokazima, bio je daleko manje brz, i pokazao se u kasnom ladinijanu. Njihovo adaptivno zračenje nakon izumiranja dovelo je do toga da su oblici koji poseduju fleksibilne ruke postali široko rasprostranjeni; pokretljivost, pretežno odgovor na pritisak grabežljivaca, takođe je postala daleko rasprostranjenija. Iako je njihov taksonomski diverzitet ostao relativno nizak, krinoidi su povratili veliki deo svoje ekološke dominacije u epohi srednjeg trijasa.
Ehinoidi iz matične grupe preživeli su PTME. Opstanak miocidaridnih ehinoida kao što je Eotiaris se verovatno može pripisati njihovoj sposobnosti da napreduju u širokom spektru uslova životne sredine.
Konodonti su doživeli brz oporavak tokom induana, sa anhignatodontidama koji su doživeli vrhunac raznolikosti u najranijem induanu. Gondolelidi su se diverzifikovali na kraju grizbahijana; ovaj porast diverziteta bio je najodgovorniji za ukupni vrhunac raznolikosti konodonta u smitijanu. Segminiplanatni konodonti su ponovo doživeli kratak period dominacije u ranom spatijanu, verovatno u vezi sa prolaznom oksigenacijom dubokih voda. Neospatodidni konodonti su preživeli krizu, ali su prošli proteromorfozu.
Nakon PTME-a, taksoni bentoskih foraminifera su popunili mnoge upražnjene niše. Oporavak bentoskih foraminifera bio je veoma spor i često prekidan sve do spatijana.
Mikrobni grebeni su bili uobičajeni u plitkim morima za kratko vreme tokom najranijeg trijasa, preovlađujući na niskim geografskim širinama, dok su bili ređi na višim geografskim širinama, javljajući se i u anoksičnim i u oksičnim vodama. Mikrofosili slični Polybessurus često su dominirali ovim najranijim trijaskim mikrobijalitima. Mikrobno-metazoanski grebeni su se pojavili veoma rano u ranom trijasu; i dominirali su mnogim preživelim zajednicama tokom oporavka od masovnog izumiranja. Smatra se da su depoziti mikrobijalita opadali u ranom grizbahijanu sinhrono sa značajnim padom nivoa mora koji se tada dogodio. Grebeni izgrađeni od metazoa ponovo su se pojavili tokom olenekijana, uglavnom sastavljeni od biostroma sunđera i školjki. Keratozni sunđeri su bili posebno vredni pažnje po svojoj integralnoj važnosti za zajednice mikrobno-metazoanskih grebena ranog trijasa, i pomogli su da se stvori stabilnost u teško oštećenim ekosistemima tokom ranih faza biotičkog oporavka. Grebeni kojima su dominirali „Tubiphytes“ pojavili su se na kraju olenekijanskog perioda, predstavljajući najranije rubne platformske grebene trijasa, iako nisu postali obilni sve do kasnog anizijana, kada se povećalo bogatstvo vrsta grebena. Prvi skleraktinski korali pojavljuju se i u kasnom anizijanu, iako neće postati dominantni graditelji grebena sve do kraja trijaskog perioda. "Tubiphytes"-dominated reefs appeared at the end of the Olenekian, representing the earliest platform-margin reefs of the Triassic, though they did not become abundant until the late Anisian, when reefs' species richness increased. The first scleractinian corals appear in the late Anisian as well, although they would not become the dominant reef builders until the end of the Triassic period. Briozoani su, posle sunđera, bili najbrojniji organizmi u tetijskim grebenima tokom anizijana. Metazoanski grebeni su ponovo postali uobičajeni tokom anizijana jer su se okeani tada ohladili iz svog pregrejanog stanja tokom ranog trijasa. Biodiverzitet među grebenima metazoa nije se oporavio sve do duboko u anizijansko doba, milionima godina nakon što su ekosistemi koji nisu grebeni povratili svoju raznolikost. Utvrđeno je da su mikrobno indukovane sedimentne strukture (MISS) iz najranijeg trijasa povezane sa obilnim oportunističkim školjkama i vertikalnim jazbinama, i verovatno je da su mikrobne prostirke posle izumiranja igrale vitalnu, nezamenljivu ulogu u preživljavanju i oporavku različitih bioturbirajućih organizama. Međutim, hipoteza mikrobijalitnog utočišta je kritikovana kao odraz tafonomske pristrasnosti zbog većeg potencijala očuvanja depozita mikrobijalita, a ne kao istinski fenomen.
Ihnocenoze pokazuju da su se morski ekosistemi oporavili na nivoe ekološke složenosti pre izumiranja do kasnog olenekijana. Anizijijanske ihnocenoze pokazuju nešto manji diverzitet nego spatijske ihnocenoze, iako je to verovatno bila tafonomska posledica povećane i dublje bioturbacije koja je izbrisala dokaze pliće bioturbacije.
Ihnološki dokazi sugerišu da se oporavak i rekolonizacija morskog okruženja možda dogoditi putem širenja iz staništa koja su pretrpela relativno blage perturbacije i čije su lokalne biote bile manje pogođene masovnim izumiranjem u poređenju sa ostatkom svetskih okeana. Iako su složeni obrasci bioturbacije bili retki u ranom trijasu, verovatno odražavajući negostoljubivost mnogih okruženja plitkih voda nakon izumiranja, složeni inženjering ekosistema uspeo je da opstane lokalno na nekim mestima, i možda se odatle proširio nakon što su teški uslovi širom globalnog okeana bili vremenom poboljšani. Veruje se da su uslovi na obali u kojima dominiraju talasi (VDSS) služila kao zaštitna okruženja jer se smatra da su bila neobično raznolika nakon masovnog izumiranja.

### Kopnene biljke
Proto-oporavak kopnene flore odvijao se od nekoliko desetina hiljada godina nakon izumiranja na kraju perma do oko 350.000 godina nakon njega, sa tačnom vremenskom linijom koja varira u zavisnosti od regiona. Štaviše, jaki impulsi izumiranja nastavili su da se javljaju nakon granice perma-trijasa, uzrokujući dodatne cvetne obrte. Golosemenice su se oporavile u roku od nekoliko hiljada godina nakon granice perma-trijasa, ali oko 500.000 godina nakon nje, dominantni rodovi golosemenica su zamenjeni likofitima – postojeći likofiti su rekolonizatori poremećenih područja – tokom pulsa izumiranja na grisbahijan-dinerijanskoj granici. Posebna dominacija likofita nakon izumiranja, koji su bili dobro prilagođeni za priobalno okruženje, može se delimično objasniti globalnim morskim transgresijama tokom ranog trijasa. Oporavak golosemenica širom sveta trajao je otprilike 4-5 miliona godina. Međutim, ovaj trend produžene dominacije likofita tokom ranog trijasa nije bio univerzalan, o čemu svedoči mnogo brži oporavak golosemenica u određenim regionima, a cvetni oporavak verovatno nije pratio kongruentan, globalno univerzalni trend, već je varirao po regionima prema lokalnim uslovima životne sredine.
U istočnom Grenlandu, likofiti su zamenili golosemenice kao dominantne biljke. Kasnije su druge grupe golosemenica ponovo postale dominantne, ali su ponovo pretrpele velika odumiranja. Ove ciklične promene flore dogodile su se nekoliko puta tokom perioda izumiranja i kasnije. Ove fluktuacije dominantne flore između drvenastih i zeljastih taksona ukazuju na hronični ekološki stres koji dovodi do gubitka većine velikih šumskih biljnih vrsta. Sukcesije i izumiranja biljnih zajednica se ne poklapaju sa promenom δ13C vrednosti, već su se desile mnogo godina kasnije.
U današnjem Barencovom moru na obali Norveške, florom nakon izumiranja dominiraju pteridofiti i likopodi, koji su bili pogodni za primarnu sukcesiju i rekolonizaciju devastiranih područja, iako su se golosemenke brzo oporavile, a flora u kojoj je dominirala likopoda ne opstaje u većem delu ranog trijasa kao što je postulirano u drugim regionima.
U Evropi i Severnoj Kini, intervalom oporavka je dominirao likopsid Pleuromeia, oportunistička pionirska biljka koja je popunila ekološka prazna mesta sve dok druge biljke nisu mogle da se prošire iz staništa i da ponovo naselje zemljište. Četinari su postali uobičajeni u ranom anizijanu, dok su se pteridospermi i cikadofiti u potpunosti oporavili tek u kasnom anizijanu.
Tokom faze preživljavanja neposredno nakon kopnenog izumiranja, od najnovijeg čangsingijana do griesbačijana, Južnom Kinom su dominirali oportunistički likofiti. Nisko ležeća zeljasta vegetacija kojom je dominirao izoetalean Tomiostrobus bila je sveprisutna nakon propadanja šuma u kojima su dominirali gigantopteridi. Za razliku od prašuma gigantopterida sa velikom biodiverzitetom, pejzaž Južne Kine nakon izumiranja bio je skoro neplodan i imao je znatno manji diverzitet. Biljke koje su preživele PTME u Južnoj Kini iskusile su izuzetno visoke stope mutageneze izazvane trovanjem teškim metalima. Od kasnog grizbahija do smitijana, četinari i paprati su počeli da se diverzifikuju. Nakon smitijana, oportunistička likofitska flora je opala, pošto su ih nove vrste četinara i paprati trajno zamenile kao dominantne komponente flore Južne Kine.
Na Tibetu, rani dinerijanski Endosporites papillatus–Pinuspollenites thoracatus sklopovi blisko podsećaju na kasne čangsingijanske tibetanske flore, što sugeriše da je široko rasprostranjena, dominantna najnovija permska flora ponovo nastala nakon PTME. Međutim, u kasnom dinerijanu, došlo je do velikog pomeranja ka sklopovima u kojima su dominirale spore šupljih trileta, što je najavilo široko rasprostranjenu deforestaciju i brzu promenu u toplije, vlažnije uslove.  Jastučaste paprati i šiljaste mahovine su dominirale tibetanskom florom oko milion godina nakon ove promene.
U Pakistanu, tada na severnoj ivici Gondvane, flora je bila bogata likopodima povezanim sa četinarima i pteridospermima. Preokreti u cveću su nastavili da se dešavaju usled ponovljenih perturbacija koje su nastale usled periodične vulkanske aktivnosti sve dok se kopneni ekosistemi nisu stabilizovali oko 2,1 miliona godina nakon PTME.
U jugozapadnoj Gondvani, florom nakon izumiranja dominirali su benetitalci i cikasi, pri čemu su pripadnici Peltaspermales, Ginkgoales i Umkomasiales manje uobičajeni sastojci ove flore. Oko granice između indujana i olenekijana, kako su se paleozajednice oporavile, uspostavljena je nova Dicroidium flora, u kojoj su Umkomasiales i dalje bili istaknuti i u kojoj su Equisetales i Cycadales bili podređeni oblici. Dicroidium flora se dalje diverzifikovala u anizijanu do svog vrhunca, pri čemu su Umkomasiales i Ginkgoales činili većinu krošnji drveća, a Peltaspermales, Petriellales, Cycadales, Umkomasiales, Gnetales, Equisetales, i Dipteridaceae su dominirali u podslaju.

#### Ugljeni jaz
Iz ranog trijasa nisu poznata ležišta uglja, a ona u srednjem trijasu su tanka i niskog kvaliteta. Ovaj „jaz uglja“ je objašnjen na mnogo načina. Pretpostavlja se da su nove, agresivnije gljive, insekti i kičmenjaci evoluirali i ubili veliki broj stabala. Sami ovi razlagači su pretrpeli velike gubitke vrsta tokom izumiranja i ne smatraju se verovatnim uzrokom jaza u uglju. Moguće je jednostavno da su sve biljke od kojih nastaje ugalj izumrle tokom P–Tr izumiranja, i da je bilo potrebno 10 miliona godina da se nova grupa biljaka prilagodi vlažnim, kiselim uslovima tresetnih močvara. Abiotički faktori (faktori koji nisu uzrokovani organizmima), kao što su smanjene padavine ili povećan unos klastičnih sedimenata, takođe mogu biti krivi.
S druge strane, nedostatak uglja može jednostavno odražavati oskudicu svih poznatih sedimenata iz ranog trijasa. Ekosistemi za produkciju uglja, umesto da nestanu, možda su se preselili u oblasti za koje nisu dostupni sedimentni podaci za rani trias. Na primer, u istočnoj Australiji hladna klima je bila norma tokom dužeg perioda, sa ekosistemom tresetnog blata prilagođenim ovim uslovima. Približno 95% ovih biljaka koje proizvode treset je lokalno izumrlo na P–Tr granici; depoziti uglja u Australiji i Antarktiku nestaju značajno pre P–Tr granice.

### Kopneni kičmenjaci
Kopnenim kičmenjacima je trebalo neobično dugo da se oporave od P–Tr izumiranja; Paleontolog Majkl Benton procenio je da oporavak nije bio potpun sve do 30 miliona godina nakon izumiranja, tj. ne do kasnog trijasa, kada su prvi dinosaurusi nastali od dvonožnih predaka arhosaurusa i prvi sisari od predačkih malih cinodonta. Tetrapodni jaz je možda postojao od induana do ranog spatijana između ~30 °N i ~ 40 °S zbog ekstremne toplote koja je ove niske geografske širine učinila nenastanjivim za ove životinje. Tokom najtoplijih faza ovog intervala, jaz bi obuhvatao još veći raspon geografske širine. Istočno-centralna Pangea, sa svojom relativno vlažnom klimom, služila je kao koridor za širenje preživelih od PTME tokom njihove rane trijaske rekolonizacije superkontinenta. U severnoj Kini, telo tetrapoda i ihnofosili su izuzetno retki u induanskim facijama, ali postaju sve brojniji u olenekijanskom i anizijanskom periodu, pokazujući biotički oporavak tetrapoda sinhronizovan sa smanjenjem aridnosti tokom olenekijanskog i anizijanskog perioda. U Rusiji, čak i nakon 15 miliona godina oporavka, tokom kojeg su ekosistemi ponovo izgrađeni i preuređeni, mnogi cehovi kopnenih kičmenjaka su bili odsutni, uključujući male insektojede, male ribojede, velike biljojede i vršne predatore. Koprolitski dokazi ukazuju na to da su se slatkovodne mreže za ishranu oporavile od ranog ladinijana, a skup jezerskih koprolita iz basena Ordos u Kini pruža dokaz o trofičkom višeslojnom ekosistemu koji sadrži najmanje šest različitih trofičkih nivoa. Najviše trofičke nivoe popunili su kičmenjački predatori. Sveukupno, kopnene faune nakon izumiranja su bile prostorno varijabilnije i heterogenije od onih iz kasnog perma, koje su ispoljile manje provincijalizma, jer su bile mnogo geografski homogenije.

#### Sinapsidi
Lystrosaurus, biljojedni dicynodontdicinodontni terapsid veličine svinje, činio je čak 90% dela najranije trijaske faune kopnenih kičmenjaka, iako su neki nedavni dokazi doveli u pitanje njegov status pionirskog taksona nakon PTME katastrofe. Veruje se da se evolucioni uspeh Listrosaurusa nakon PTME može pripisati dicinodontnom taksonskom ponašanju grupisanja i toleranciji na ekstremne i veoma promenljive klimatske uslove. Drugi verovatni faktori koji stoje iza uspeha Listrosaurusa uključuju izuzetno brzu stopu rasta koju pokazuje rod dicinodonta, zajedno sa njegovim ranim početkom polne zrelosti. Antarktik je možda služio kao utočište za dicinodonte tokom PTME iz kojeg su se preživeli dicinodonti kasnije proširili. Ihnološki dokazi iz najranijeg trijasa u basenu Karu pokazuju da su dicinodonti bili izobilno zastupljeni neposredno nakon biotičke krize. Preživeli su i manji mesojedni cinodontni terapsidi, grupa koja je uključivala pretke sisara. Kao i kod dicinodonta, selektivni pritisci su favorizovali endotermne epicinodonte. Terocefalijci su takođe preživeli; ukopavanje je možda bila ključna adaptacija koja im je pomogla da prođu kroz PTME. U regionu Karu u južnoj Africi, preživeli su terocefalijski Tetracynodon, Moschorhinus i Ictidosuchoides, ali izgleda da ih u trijasu nije bilo u izobilju. Rani trijaski terocefali su uglavnom preživeli PTME, a ne novoevoluirani taksoni koji su nastali tokom evolucione radijacije koja je usledila. I terocefali i cinodonti, poznati pod zajedničkim imenom euteriodonti, smanjili su se u veličini tela od kasnog perma do ranog trijasa. Ovo smanjenje veličine tela tumačeno je kao primer Liliputskog efekta.

#### Sauropsidi
Arhosaurusi (koji su uključivali pretke dinosaurusa i krokodila) su u početku bili ređi od terapsida, ali su počeli da zamenjuju terapside sredinom trijasa. Olenekijanski fosilni sklopovi zuba iz basena Karu ukazuju na to da su arhosauromorfi već bili veoma raznovrsni u ovom vremenu, iako ne baš ekološki specijalizovani. Sredinom do kasnog trijasa, dinosaurusi su evoluirali iz jedne grupe arhosaurusa i nastavili da dominiraju kopnenim ekosistemima tokom jure i krede. Ovo „preuzimanje u trijasu“ je možda doprinelo evoluciji sisara tako što je primoralo preživele terapside i njihove naslednike da žive kao mali, uglavnom noćni insektojedi; noćni život je verovatno primorao bar mamaliforme da razviju krzno, bolji sluh i višu stopu metabolizma, dok su izgubili deo diferencijalnih receptora retine osetljivih na boju koje su reptili i ptice očuvali. Arhosaurusi su takođe doživeli povećanje metaboličkih stopa tokom ranog trijasa. Dominacija arhosaurusa se ponovo okončala usled izumiranja iz perioda krede-paleogena, nakon čega su ptice (jedini preostali dinosaurusi) i sisari (jedini postojeći sinapsidi) diverzifikovali i delili svet.

#### Temnospondili
Temnospondilski vodozemci su se brzo oporavili; pojava u fosilnom zapisu tolikog broja klada temnospondila sugeriše da su možda bile idealno prikladne kao pionirske vrste koje su ponovo kolonizovale desetkovane ekosisteme. Tokom induana, tupilakosauridi su posebno napredovali kao pionirski taksoni, uključujući sam takson Tupilakosaurus, iako su ustupili mesto drugim temnospondilima kako su se ekosistemi oporavljali. Temnospondili su smanjeni u veličini tokom induana, ali se njihova veličina tela vratila na nivoe pre PTME tokom olenekijana. Mastodonsaurus i trematosaurijani su bili glavni vodeni i poluvodeni predatori tokom većeg dela trijasa, neki su lovili tetrapode, a drugi ribe.

### Kopneni beskičmenjaci
Većina fosilnih grupa insekata pronađenih nakon granice perma-trijasa značajno se razlikuje od onih pre. Od paleozojskih grupa insekata, samo su Glosselytrodea, Miomoptera, i Protorthoptera otkriveni u naslagama nakon izumiranja. Kaloneurodeji, paleodiktiopteroidi, protelitropteri i protodonati su izumrli do kraja perma. Iako se trijaski insekti veoma razlikuju od onih iz perma, jaz u fosilnom zapisu insekata obuhvata otprilike 15 miliona godina od kasnog perma do ranog trijasa. U dobro dokumentovanim kasnotrijaskim naslagama, fosili se pretežno sastoje od savremenih fosilnih grupa insekata.
Mikrobno indukovane sedimentne strukture (MISS) dominirale su severnokineskim kopnenim fosilnim sklopovima u ranom trijasu. U Arktičkoj Kanadi, MISS je postao uobičajena pojava nakon permsko-trijaskog izumiranja. Prevalencija MISS-a u mnogim stenama ranog trijasa pokazuje da su mikrobne prostirke bile važna karakteristika ekosistema nakon izumiranja koji su bili lišeni bioturbatora koji bi inače sprečili njihovu rasprostranjenu pojavu. Nestanak MISS kasnije u ranom trijasu verovatno je ukazivao na veći oporavak kopnenih ekosistema i posebno na povratak preovlađujuće bioturbacije.

## Hipoteze o uzroku
Objašnjenje događaja od pre 250 miliona godina je inherentno teško, jer je većina dokaza na kopnu erodirana ili duboko zakopana, dok je morsko dno koje se širi u potpunosti reciklirano tokom 200 miliona godina, ne ostavljajući nikakve korisne indikacije ispod okeana.
Ipak, naučnici su prikupili značajne dokaze o uzrocima, i predloženo je nekoliko mehanizama. Predlozi uključuju i katastrofalne i postepene procese (slično onima koji su teoretisani za kredno-paleogeni događaj izumiranja, ali sa mnogo manje aktuelnog konsenzusa).
- Katastrofalna grupa uključuje jedan ili više velikih bolidnih udara, povećan vulkanizam i iznenadno oslobađanje metana sa morskog dna, bilo zbog disocijacije naslaga metan hidrata ili metabolizma naslaga organskog ugljenika od strane metanogenih mikroba.
- Postepena grupa uključuje promenu nivoa mora, sve veću hipoksiju i sve veću aridnost.

Svaka hipoteza o uzroku mora da objasni selektivnost događaja, koji je najteže uticao na organizme sa skeletima od kalcijum karbonata; dug period (4 do 6 miliona godina) pre nego što je oporavak započeo, i minimalni obim biološke mineralizacije (uprkos taloženju neorganskih karbonata) kada je oporavak počeo.

### Vulkanizam

#### Sibirske trape
Poplavne bazaltne erupcije koje su proizvele veliku magmatsku provinciju Sibirske zamke bile su među najvećim poznatim vulkanskim događajima, istiskivanjem lave preko 2.000.000 km2 (770.000 kvadratnih milja), otprilike veličine Saudijske Arabije, što je proizvelo katastrofalne posledice. Datum erupcije Sibirske zamke dobro se poklapa sa događajem izumiranja. Proučavanje regiona Norilsk i Majme;a-Kotuj na severnoj Sibirskoj platformi pokazuje da se vulkanska aktivnost dešavala tokom nekoliko ogromnih impulsa magme, za razliku od regularnih tokova
Sibirske trape izazvale su jedan od najbržih porasta nivoa ugljen-dioksida u atmosferi u geološkim zapisima, sa stopom emisije ugljen-dioksida procenjenom na pet puta bržu nego tokom prethodnog katastrofalnog kapitanijskog masovnog izumiranja tokom erupcije Emejšanskih zamki. Prema jednoj proceni, nivoi ugljen-dioksida su u ogromnom broju ponora neorganskog ugljenika mogli skočiti sa između 500 i 4.000 ppm pre izumiranja na oko 8.000 ppm nakon toga. Druga studija je procenila nivoe ugljen-dioksida pre izumiranja na 400 ppm, koji su potom porasli na 2.500 ppm, sa 3.900 do 12.000 gigatona ugljenika dodanih u sistem okean-atmosfera. Ekstremni porast temperature bi usledio, iako neki dokazi ukazuju na kašnjenje od 12.000 do 128.000 godina između porasta emisije vulkanskog ugljen-dioksida i globalnog zagrevanja. Tokom krajnjeg dela perma pre izumiranja, prosečne globalne površinske temperature bile su oko 18,2 °C, koje su zatim dostigle čak 35 °C, što je hipertermalno stanje koje je trajalo čak 500.000 godina. Temperature vazduha na visokim južnim geografskim širinama Gondvane doživele su zagrevanje od ~10–14 °C. Prema promenama izotopa kiseonika iz konodontnog apatita u Južnoj Kini, temperature površinske vode na niskim geografskim širinama porasle su za oko 8 °C. U današnjem Iranu, temperature površine tropskog mora bile su između 27 i 33 °C tokom čangsingijana, ali su skočile na preko 35 °C tokom PTME.
Ove ekstremno visoke koncentracije ugljen-dioksida u atmosferi opstajale su tokom dugog perioda. Položaj i poravnanje Pangee u to vreme činili su ciklus neorganskog ugljenika veoma neefikasnim u ukopavanju ugljenika. U radu iz 2020. godine naučnici su rekonstruisali mehanizme koji su doveli do izumiranja u biogeohemijskom modelu, pokazali posledice efekta staklene bašte na morsko okruženje i zaključili da se masovno izumiranje može pratiti unazad do vulkanskih emisija CO2. Dokazi takođe ukazuju na vulkansko sagorevanje podzemnih naslaga fosilnih goriva, zasnovano na uparenim koronen-živa šiljcima koji se poklapaju sa geografski rasprostranjenim anomalijama žive i porastom izotopski lakog ugljenika. Te/Th vrednosti su povećane dvadeset puta tokom PTME, što dalje ukazuje na to da je to bilo uporedo sa ekstremnim vulkanizmom. Zabeležen je i veliki vulkanogeni priliv izotopski lakog cinka iz Sibirskih zamki, što dodatno potvrđuje da je vulkanizam bio istovremen sa PTME.
Erupcije Sibirskih zamki imale su neobične karakteristike koje su ih činile još opasnijim. Sibirska litosfera je bogata halogenima koji su izuzetno destruktivni za ozonski omotač, a dokazi iz subkontinentalnih litosferskih ksenolita pokazuju da je čak 70% njihovog sadržaja halogena ispušteno u atmosferu. Emitovano je oko 18 teratona hlorovodonične kiseline, zajedno sa isparljivim sastojcima bogatim sumporom koji su izazvali oblake prašine i kisele aerosole, koji bi blokirali sunčevu svetlost i poremetili fotosintezu na kopnu i u fotičkoj zoni okeana, uzrokujući da se lanci ishrane kolapsiraju. Ovi vulkanski izlivi sumpora takođe su izazvali kratko, ali ozbiljno globalno hlađenje, koje je preseklo širi trend brzog globalnog zagrevanja, sa glacio-eustatičkim padom nivoa mora. Međutim, kratkoća ovih hladnih događaja čini da je malo verovato da su bili značajan mehanizam ubijanja.
Erupcije su takođe mogle da izazovu kisele kiše pošto su aerosoli isprani iz atmosfere. To je možda usmrtilo kopnene biljke, mekušce i planktonske organizme sa kalcijum karbonatnim školjkama. Čisti poplavni bazalti proizvode tečnu lavu niske viskoznosti i ne bacaju krhotine u atmosferu. Smatra se, međutim, da je 20% produkcije erupcija Sibirskih zamki bio piroklastičan pepeo bačen visoko u atmosferu, povećavajući kratkoročni efekat hlađenja. Kada bi se ovo ispralo iz atmosfere, višak ugljen-dioksida bi ostao i globalno zagrevanje bi se nekontrolisano nastavilo.
Spaljivanje ležišta ugljovodonika moglo je pogoršati izumiranje. Sibirske trape imaju podzemne debele sekvence rano-srednje paleozojskih starih karbonatnih i evaporitnih naslaga, kao i karbonsko-permske naslage uglja u vidu klastičnih stena. Kada se zagreju, kao što je usled magmatskih prodora, ove stene mogu emitovati velike količine stakleničkih i toksičnih gasova. Jedinstvena postavka Sibirskih trapa nad ovim naslagama je verovatno razlog ozbiljnosti izumiranja. Bazaltna lava je izbila ili upala u karbonatne stene i sedimente u procesu formiranja velikih slojeva uglja, koji bi emitovali velike količine ugljen-dioksida, što je dovelo do jačeg globalnog zagrevanja nakon taloženja prašine i aerosola. Promena erupcija od poplavnog bazalta u ležište kojim dominira prag, oslobađajući još više zarobljenih naslaga ugljovodonika, poklapa se sa glavnim početkom izumiranja i povezana je sa velikim negativnim δ13C ekskurzijom. Međutemperatura magme Sibirske zamke je optimizovala izuzetno obimno oslobađanj CO2 putem zagrevanja evaporita i karbonata.
Ispuštanje metana dobijenog od uglja praćeno je eksplozivnim sagorevanjem uglja i ispuštanjem letećeg pepela od uglja. Studija iz 2011. koju je vodio Stiven E. Grasbi izvestila je o dokazima da je vulkanizam izazvao zapaljenje masivnih ležišta uglja, verovatno oslobađajući više od 3 triliona tona ugljenika. Pronašli su naslage pepela u dubokim slojevima stena u blizini današnje formacije jezera Bjukenen: „očekivalo bi se da bi pepeo od uglja raspršenog eksplozivnom erupcijom Sibirske zamke imao povezano oslobađanje toksičnih elemenata u pogođenim vodnim telima u kojima bi se razvio mulj od letećeg pepela... Mafičke erupcije mega obima su dugovečni događaji koji bi omogućili značajno nakupljanje globalnih oblaka pepela.“ Grasbi je rekao, „Pored ovih vulkana koji izazivaju požare kroz ugalj, pepeo koji je izbacivan bio je veoma toksičan i završavao u zemljištu i vodi, potencijalno doprinoseći najgorem izumiranju u istoriji Zemlje." Međutim, neki istraživači predlažu da je ovaj predpostavljeni leteći pepeo zapravo rezultat šumskih požara koji nisu povezani sa masivnim sagorevanjem uglja intruzivnim magmatizmom. Studija iz 2013. koju je vodio K.J. Jang je izvestio da su se ukupne količine važnih isparljivih materija koje su emitovane iz Sibirskih zamki sastojale od 8,5 × 107 Tg CO2, 4,4 × 106 Tg CO, 7,0 × 106 Tg H2S, i 6,8 × 107 Tg SO2.
Položaj Sibirskih zamki kojim dominiraju pragovi produžilo je njihov efekat zagrevanja; dok ekstruzivni vulkanizam generiše obilje subvazdušnih bazalta koji efikasno izdvajaju ugljen-dioksid putem procesa silikatnog trošenja, podzemni pragovi ne mogu da sekvestriraju atmosferski ugljen-dioksid i ublaže globalno zagrevanje. Dodatno, pojačano obrnuto trošenje i iscrpljivanje silikatnih ponora ugljenika omogućili su ekstremnu toplotu da se zadrži mnogo duže nego što bi se očekivalo da je višak ugljen-dioksida sekvestrirala silikatna stena. Smanjenje taloženja bioloških silikata kao rezultat masovnog izumiranja silicijumskih organizama delovalo je kao pozitivna povratna sprega u kojoj je masovna smrt morskog života pogoršavala i produžavala ekstremne uslove staklenika.
Anomalije žive koje odgovaraju vremenu aktivnosti Sibirskih zamki pronađene su na mnogim geografski različitim lokacijama, što ukazuje na to da su ove vulkanske erupcije izbacile značajne količine toksične žive u atmosferu i okean, uzrokujući još veće kopneno i morsko izumiranje. Serija naleta je podigla koncentraciju žive u kopnenoj i morskoj životnoj sredini za redove veličine iznad normalnih pozadinskih nivoa i izazvala trovanje živom u periodima od po hiljadu godina. Mutageneza u preživelim biljkama nakon PTME istodobno sa sadržajem žive i bakra potvrđuje vulkanski indukovanu toksičnost teških metala. Povećana bioproduktivnost je možda odvojila živu i ublažila trovanje. Ogromne količine aerosola nikla i emisije kobalta i arsena, takođe su oslobođene, što je dodatno doprinelo trovanju metalima.
Pustošenje koje su izazvale Sibirske zamke nije se završilo nakon permsko-trijaske granice. Fluktuacije izotopa ugljenika sugerišu da se ogromna aktivnost Sibirskih zamki ponavljala mnogo puta tokom ranog trijasa, što je potkrepljeno povećanjima sadržaja žive, što je izazivalo dalje izumiranje tokom te epohe.

#### Velika magmatska provincija Čojoj Silisik
Drugi poplavni bazaltni događaj koji je proizvela velika magmatska provincija Čojoj Silisik u jugozapadnoj Gondvani između oko 286 Ma i 247 Ma takođe je predložen kao značajan dodatni mehanizam izumiranja. Sa zapreminom od 1.300.000 kubnih kilometara i 1.680.000 kvadratnih kilometara površine, ovaj događaj je bio 40% veličine Sibirskih zamki. Konkretno, ovaj poplavni bazalt je umešan u regionalnu propast gondvanske Glossopteris flore.

#### Subdukciona zona indokineskog-južnokineskog vulkanskog luka
Živine anomalije koje su prethodile izumiranju na kraju perma otkrivene su na tadašnjoj granici između južnokineskog kratona i Indokineske ploče, zoni subdukcije sa vulkanskim lukom. Izotopi hafnijuma iz sindepozicionih magmatskih cirkona pronađenih u slojevima pepela stvorenim ovim vulkanskim impulsom potvrđuju njegovo poreklo u vulkanizmu subdukcione zone, a ne u velikoj aktivnosti magmatskih provincija. Dodatnu potvrdu daje obogaćivanje uzoraka bakra iz ovih ležišta izotopski lakim bakrom. Špekuliše se da je ovaj vulkanizam izazvao lokalni biotički stres među radiolarijama, sunđerima i brahiopodima tokom 60.000 godina koje su prethodile izumiranju mora na kraju perma, kao i amonoidnu krizu sa smanjenom morfološkom složenošću i veličinom i povećanom stopom obrtaja počevši od nižeg C. yini biozona, oko 200.000 godina pre izumiranja.

### Gasifikacija metanskog klatrata
Metanski klatrati, takođe poznati kao metanski hidrati, sastoje se od molekula metana zarobljenih u kristalnoj rešetki leda. Ovaj metan, koji proizvode metanogeni mikrobi, ima  13C ⁄ 12C izotopski odnos od oko 6% ispod normalnog (δ13C -6,0%). Pri pravoj kombinaciji pritiska i temperature, klatrati se formiraju blizu površine permafrosta i u velikim količinama na kontinentalnim policama i obližnjem morskom dnu na dubini vode od najmanje 300 m (980 ft), zakopani u sedimentima do 2.000 m (6.600 ft) ispod morskog dna.
Masivno oslobađanje metana iz ovih klatrata je možda doprinelo PTME-u, pošto su naučnici širom sveta pronašli dokaze o brzom smanjenju od oko 1% u  13C ⁄ 12C odnosu u karbonatnim stenama sa kraja perma. Ovo je prvi, najveći i najbrži u nizu poremećaja (smanjenje i povećanje) u odnosu, sve dok se naglo nije stabilizovao u srednjem trijasu, nakon čega je ubrzo usledio oporavak kalcificirajućih ljuskastih morskih životinja. Morsko dno je verovatno sadržalo naslage metan hidrata, a lava je izazvala disociaciju naslaga, oslobađajući ogromne količine metana. Ogromno oslobađanje metana može izazvati značajno globalno zagrevanje jer je metan veoma moćan gas staklene bašte. Jaki dokazi sugerišu da su globalne temperature porasle za oko 6 °C (10,8 °F) u blizini ekvatora i stoga za više na višim geografskim širinama: naglo smanjenje odnosa izotopa kiseonika (18O ⁄ 16O); izumiranje Glossopteris flore (Glossopteris i biljke koje su rasle u istim oblastima), kojima je bila potrebna hladna klima, sa njegovom zamenom florama tipičnim za niže paleolatitude. Takođe je sugerisano da je veliko oslobađanje metana i drugih gasova staklene bašte iz okeana u atmosferu povezano sa anoksičnim događajima i euksinskim (sulfidnim) događajima u to vreme, sa tačnim mehanizmom uporedivim sa katastrofom na jezeru Najos 1986. godine.
Izgledalo se da je hipoteza o klatratu jedini predloženi mehanizam dovoljan da izazove globalno smanjenje od 1% u  13C ⁄ 12C odnosu . Iako su različiti faktori mogli doprineti padu odnosa, jedan pregled iz 2002. je utvrdio da većina njih nije dovoljna da se objasni uočeni iznos:
- Gasovi iz vulkanskih erupcija imaju  13C ⁄ 12C odnos od oko 0,5 do 0,8% ispod standarda (δ13C -0,5 do -0,8%), ali je procena iz 1995. godine zaključila da bi zapaženo smanjenje od 1,0% širom sveta zahtevalo erupcije koje bi bile mnogo veće od svih pronađenih.[392] (Međutim, ova analiza se bavila samo CO2 koji proizvodi sama magma, a ne interakcijama sa sedimentima koji sadrže ugljenik, kao što je opisano u nastavku.)
- Smanjenje organske aktivnosti bi izvlačilo 12C sporije iz okoline i ostavilo bi da se više ugradi u sedimente, čime bi se smanjio  13C ⁄ 12C odnos. Biohemijski procesi prvenstveno koriste lakše izotope, jer ultimatno hemijske reakcije vođene elektromagnetnim silama između atoma i lakših izotopa brže reaguju na ove sile, ali studija o manjem padu od 0,3 do 0,4% u  13C ⁄ 12C  (δ13C −3 do - 4 ‰) na paleocensko-eocenskom termičkom maksimumu (PETM) zaključila je da bi čak i prenošenje svog organskog ugljenika (u organizmima, zemljištu i rastvorenog u okeanu) u sedimente bilo nedovoljno: čak i tako veliko zakopavanje materijala bogatog u 12C ne bi proizvelo 'manji' pad u  13C ⁄ 12C odnosu  stena oko PETM-a.[392]
- Zakopana sedimentna organska materija ima  13C ⁄ 12C odnos 2,0 do 2,5% ispod normalnog (δ13C -2,0 do -2,5%). Teoretski, ako bi nivo mora naglo pao, plitki morski sedimenti bi bili izloženi oksidaciji. Ali 6.500–8.400 gigatona (1 gigatona = 1012 kg) organskog ugljenika moralo bi da se oksidira i vrati u sistem okean-atmosfera za manje od nekoliko stotina hiljada godina da bi se smanjio  13C ⁄ 12C odnos za 1,0%, što se ne smatra realnom mogućnošću.[45] Štaviše, nivo mora je rastao, a ne padao u vreme izumiranja.[336]
- Umesto naglog pada nivoa mora, povremeni periodi hiperoksije i anoksije na dnu okeana (uslovi visokog kiseonika i niske ili nulte vrednosti kiseonika) su možda izazvali fluktuacije  13C ⁄ 12C odnosa  u ranom trijasu;[107] i globalno; anoksija je možda bila odgovorna za krajnji permski blip. Kontinenti krajnjeg perma i ranog trijasa bili su više grupisani u tropima nego što su sada, a velike tropske reke bi bacile sediment u manje, delimično zatvorene okeanske basene na niskim geografskim širinama. Takvi uslovi favorizuju oksične i anoksične epizode; oksični/anoksični uslovi bi rezultirali brzim oslobađanjem/sahranjivanjem velikih količina organskog ugljenika, koji ima nizak  13C ⁄ 12C odnos jer biohemijski procesi više koriste lakše izotope.[393] Taj ili drugi organski zasnovan razlog je možda bio odgovoran za to i za kasni proterozojski/kambrijski obrazac fluktuiranja  13C ⁄ 12C odnosa.[107]

Međutim, hipoteza o klatratu je takođe kritikovana. Modeli ciklusa ugljenika koji uključuju razmatranje pečenja karbonatnih sedimenata vulkanizmom potvrđuju da bi to imalo dovoljan efekat da proizvede uočeno smanjenje. Takođe, obrazac pomeranja izotopa za koji se očekuje da će biti rezultat masivnog oslobađanja metana ne odgovara obrascima koji se vide tokom ranog trijasa. Ne samo da bi takav uzrok zahtevao oslobađanje pet puta više metana nego što je pretpostavljeno za PETM, već bi takođe morao da bude ponovo zakopan nerealno velikom brzinom da bi se objasnio brzi porast  13C ⁄ 12C odsnosa  (epizode visokog pozitivnog δ13C) tokom ranog trijasa pre nego što je ponovo objavljen nekoliko puta. Najnovija istraživanja sugerišu da je oslobađanjem gasova staklene bašte tokom događaja izumiranja dominirao vulkanski ugljen-dioksid, i dok je oslobađanje metana moralo doprineti, izotopski potpisi pokazuju da je termogeni metan oslobođen iz Sibirskih zamki stalno igrao veću ulogu od metana iz klatrata i bilo kojih drugih biogenih izvora kao što su močvare tokom događaja.
Kao dodatak dokazima protiv oslobađanja metanskog klatrata kao centralnog pokretača zagrevanja, glavni događaj brzog zagrevanja je takođe povezan sa morskom transgresijom, a ne regresijom; pređašnje inače ne bi iniciralo oslobađanje metana, što bi umesto toga zahtevalo smanjenje pritiska, nešto što bi bilo izazvano povlačenjem plitkih mora. Konfiguracija svetske kopnene mase u jedan superkontinent bi takođe značila da je globalni rezervoar gasnih hidrata bio niži nego danas, što bi dodatno protivrečilo slučaju rastvaranja metanskih klatrata kao glavnog uzroka poremećaja ciklusa ugljenika.

### Hiperkapnija i acidifikacija
Morski organizmi su osetljiviji na promene nivoa {\displaystyle {\ce {CO2}}} (ugljen-dioksida) od kopnenih organizama iz različitih razloga. {\displaystyle {\ce {CO2}}} je 28 puta rastvorljiviji u vodi nego kiseonik. Morske životinje normalno funkcionišu sa nižim koncentracijama {\displaystyle {\ce {CO2}}} u svojim telima od kopnenih životinja, jer uklanjanje {\displaystyle {\ce {CO2}}} kod životinja koje dišu vazduh ometa potreba da gas prođe kroz membrane respiratornog sistema (alveole pluća, traheje i slično), mada kada se {\displaystyle {\ce {CO2}}} difunduje lakše od kiseonika. U morskim organizmima, relativno skromna, ali trajna povećanja koncentracija {\displaystyle {\ce {CO2}}} ometaju sintezu proteina, smanjuju stope oplodnje i proizvode deformitete u tvrdim krečnjačkim delovima. Veće koncentracije {\displaystyle {\ce {CO2}}} takođe rezultiraju smanjenim nivoom aktivnosti kod mnogih aktivnih morskih životinja, ometajući njihovu sposobnost da pribave hranu. Analiza morskih fosila iz permskog finalnog čangsingijanskog stadijuma otkrila je da morski organizmi sa niskom tolerancijom na hiperkapniju (visoku koncentraciju ugljen-dioksida) imaju visoke stope izumiranja, a najtolerantniji organizmi imaju vrlo male gubitke. Najranjiviji morski organizmi su bili oni koji su proizvodili krečnjačke tvrde delove (iz kalcijum karbonata), imali niske stope metabolizma, i slab respiratorni sistem, posebno krečnjački sunđeri, rugozi i tabulati, brahiopodi koji talože kalcit, briozoe i bodljokošci; oko 81% takvih rodova je izumrlo. Bliski srodnici bez krečnjačkih tvrdih delova pretrpeli su samo manje gubitke, kao što su morske anemone, od kojih su evoluirali savremeni korali. Životinje sa visokim metabolizmom, dobro razvijenim respiratornim sistemom i tvrdim delovima koji nisu krečnjaci imali su zanemarljive gubitke osim konodonta, kod kojih je izumrlo 33% rodova. Ovaj obrazac je takođe u skladu sa onim što je poznato o efektima hipoksije, nedostatka ali ne i potpunog odsustva kiseonika. Međutim, hipoksija nije mogla biti jedini mehanizam ubijanja morskih organizama. Skoro sve vode epikontinentalnog pojasa bi morale da postanu veoma hipoksične da bi se objasnila veličina izumiranja, ali bi takva katastrofa otežala objašnjenje veoma selektivnog obrasca izumiranja. Matematički modeli atmosfere kasnog perma i ranog trijasa pokazuju značajan, ali dugotrajan pad nivoa kiseonika u atmosferi, bez ubrzanja blizu P–Tr granice. Minimalni nivoi kiseonika u atmosferi u ranom trijasu nikada nisu bili manji od sadašnjih nivoa i tako pad nivoa kiseonika ne odgovara vremenskom obrascu izumiranja.
Pored toga, povećanje koncentracije {\displaystyle {\ce {CO2}}} neizbežno je povezano sa zakiseljavanjem okeana, u skladu sa preferencijalnim izumiranjem jako kalcifikovanih taksona i drugih signala u zapisu stena koji sugerišu više kiseli okean. Izračunato je da pad pH okeana iznosio do 0,7 jedinica. Nastalo je ekstremno aragonito more. Zakiseljavanje okeana je bilo najekstremnije na srednjim geografskim širinama, a veruje se da je glavna morska transgresija povezana sa izumiranjem na kraju perma devastirala plitke zajednice na policama zajedno sa anoksijom. Dokazi sa paraličnih facija koje se protežu na granici perma i trijasa u zapadnom Guejdžouu i istočnom Junanu, međutim, pokazuju lokalnu morsku transgresiju kojom dominira taloženje karbonata, što sugeriše da se acidifikacija okeana nije dogodila širom sveta i da je verovatno bila ograničena na određene regione sveta. Jedna studija, objavljena u Scientific Reports, zaključila je da široko rasprostranjeno zakiseljavanje okeana, ako se i dogodilo, nije bilo dovoljno intenzivno da spreči kalcifikaciju i da se dogodilo samo na početku događaja izumiranja. Relativni uspeh mnogih morskih organizama koji su bili veoma osetljivi na zakišeljavanje je dalje korišćen da se tvrdi da zakiseljavanje nije bilo glavni uzrok izumiranja. Postojanost visoko povišenih koncentracija ugljen-dioksida u atmosferi i okeanu tokom ranog trijasa ometala bi oporavak biokalcifikujućih organizama nakon PTME.
Kiselost izazvana povećanom koncentracijom ugljen-dioksida u zemljištu i rastvaranjem sumpor-dioksida u kišnici je takođe bio mehanizam ubijanja na kopnu. Povećano zakišeljavanje kišnice izazvalo je povećanu eroziju zemljišta kao rezultat povećane kiselosti šumskog zemljišta, o čemu svedoči povećan priliv organskih sedimenata kopnenog porekla koji se nalaze u morskim sedimentnim naslagama tokom izumiranja na kraju perma. Dodatni dokazi o povećanju kiselosti zemljišta dolaze iz povišenih odnosa Ba/Sr u najranijim trijaskim zemljištima. Pozitivna povratna sprega koja dodatno pojačava i produžava zakišeljavanje zemljišta možda je rezultat opadanja infaunalnih beskičmenjaka poput tubificida i hironomida, koji uklanjaju metabolite kiseline iz tla. Povećano obilje vermikulitne gline u Šansiju, Južna Kina, koje se poklapa sa granicom perma i trijasa, snažno sugeriše oštar pad pH vrednosti zemljišta uzročno vezan za vulkanogene emisije ugljen-dioksida i sumpor-dioksida. Anomalije hopana su takođe tumačene kao dokaz kiselog zemljišta i treseta. Kao i kod mnogih drugih ekoloških stresora, kiselost na kopnu je periodično opstajala i u trijasu, usporavajući oporavak kopnenih ekosistema.

### Anoksija i euksinija
Dokazi za široko rasprostranjenu okeansku anoksiju (ozbiljan nedostatak kiseonika) i euksiniju (prisustvo vodonik sulfida) nalaze se od kasnog perma do ranog trijasa. U većem delu okeana Tetisa i Pantalase, dokazi za anoksiju se pojavljuju na događaju izumiranja, uključujući male piritske framboide, negativne δ238U ekskurzije, negativne δ15N ekskurzije, pozitivne δ82/78Se izotopske ekskurzije, relativno pozitivni odnosi δ13C u policikličnim aromatičnim ugljovodonicima, visoki Th/U odnosi, pozitivne Ce/Ce* anomalije, iscrpljivanje molibdena, uranijuma i vanadijuma iz morske vode, i finih slojeva u sedimentima. Međutim, dokazi za anoksiju prethode izumiranju na nekim drugim mestima, uključujući Spiti, Indija, Šangsi, Kina, Majšan, Kina, Opal Krik, Alberta, i Kap Stoš, Grenland. Biogeohemijski dokazi takođe ukazuju na prisustvo euksinije tokom PTME. Biomarkeri za zelene sumporne bakterije, kao što je izorenijeratan, dijagenetski proizvod izorenijeratena, se široko koriste kao indikatori fotične zone euksinije jer zelene sumporne bakterije zahtevaju i sunčevu svetlost i vodonik sulfid da bi preživele. Njihovo obilje u sedimentima sa P–T granice ukazuje da su euksinski uslovi bili prisutni čak i u plitkim vodama fotske zone. Negativni izleti izotopa žive dodatno potkrepljuju dokaze o ekstenzivnoj euksiniji tokom PTME. Nesrazmerno izumiranje morskih vrsta na visokim geografskim širinama pruža dodatne dokaze o smanjenju kiseonika kao mehanizmu ubijanja; Vrste na niskim geografskim širinama koje žive u toplijim vodama sa manje kiseonika prirodno su bolje prilagođene nižim nivoima kiseonika i sposobne su da migriraju na više geografske širine tokom perioda globalnog zagrevanja, dok organizmi na visokim geografskim širinama nisu u stanju da pobegnu iz zagrejanih, hipoksičnih voda na polovima. Dokazi o kašnjenju između ulaza vulkanske žive i biotičkih obrta pružaju dalju podršku za anoksiju i euksiniju kao ključni mehanizam ubijanja, jer bi se očekivalo da izumiranja budu sinhrona sa ispuštanjem vulkanske žive ako su vulkanizam i hiperkapnija bili primarni pokretač izumiranja.
Redosled događaja koji je doveo do anoksičnih okeana možda je bio izazvan emisijom ugljen-dioksida iz erupcije Sibirskih zamki. U tom scenariju, zagrevanje od pojačanog efekta staklene bašte bi smanjilo rastvorljivost kiseonika u morskoj vodi, uzrokujući smanjenje koncentracije kiseonika. Povećano obalsko isparavanje bi izazvalo formiranje tople slane vode na dnu (WSBW) osiromašene kiseonikom i hranljivim materijama, koja se širila širom sveta kroz duboke okeane. Priliv WSBW-a bi izazvao toplotnu ekspanziju vode koja bi podigla nivo mora, dovodeći anoksične vode na plitke police i pojačavajući formiranje WSBW-a u petlji pozitivne povratne sprege. Protok terigenog materijala u okeane bi se povećao kao rezultat erozije tla, što bi omogućilo povećanu eutrofikaciju. Povećano hemijsko trošenje kontinenata usled zagrevanja i ubrzanja vodenog ciklusa povećalo bi protok hranljivih materija iz reke u okean. Pored toga, Sibirske zamke su direktno oplođivale okeane gvožđem i fosforom, izazivajući biocvetanje i morske snežne oluje. Povećani nivoi fosfata bi podržali veću primarnu produktivnost u površinskim okeanima. Povećanje proizvodnje organske materije izazvalo bi potonuće više organske materije u duboki okean, gde bi njeno disanje dodatno smanjilo koncentraciju kiseonika. Jednom kada je anoksija uspostavljena, ona bi bila podržana pozitivnom povratnom spregom jer anoksija u dubokoj vodi ima tendenciju da poveća efikasnost recikliranja fosfata, što dovodi do još veće produktivnosti. Duž obale Pantalasana u Južnoj Kini, smanjenje kiseonika je takođe bilo izazvano velikim uzdizanjem duboke vode obogaćene raznim hranljivim materijama, što je dovelo do toga da ovaj region okeana bude pogođen posebno teškom anoksijom. Konvektivno prevrtanje je pomoglo da se olakša širenje anoksije kroz vodeni stub. Ozbiljni anoksični događaj na kraju perma bi omogućio bakterijama koje redukuju sulfate da napreduju, uzrokujući proizvodnju velikih količina vodonik sulfida u anoksičnom okeanu, pretvarajući ga u euksinski. U nekim regionima, anoksija je nakratko nestala kada je došlo do prolaznih zahlađenja kao posledica vulkanskih emisija sumpora.
Ovo širenje toksične vode osiromašene kiseonikom bi uništilo morski život, uzrokujući široko rasprostranjeno odumiranje. Modeli okeanske hemije sugerišu da su anoksija i euksinija bile blisko povezane sa hiperkapnijom (visoki nivoi ugljen-dioksida). Ovo sugeriše da su trovanje vodonik-sulfidom, anoksija i hiperkapnija delovali zajedno kao mehanizam ubijanja. Hiperkapnija najbolje objašnjava selektivnost izumiranja, ali su anoksija i euksinija verovatno doprinele visokoj smrtnosti ovog događaja. Perzistentnost anoksije tokom ranog trijasa može objasniti spor oporavak morskog života i nizak nivo biodiverziteta nakon izumiranja, posebno bentičkih organizama. Anoksija je nestala iz plitkih voda brže od dubokog okeana. Reekpanzije zona sa minimumom kiseonika nisu prestajale sve do kasnog spatijana, periodično povlačeći i ponovo pokretajući biotički proces oporavka. Pad kontinentalnog vremenskog uticaja na kraju spathiana je konačno počeo da poboljšava život u moru od ponavljajuće anoksije. U nekim regionima Pantalase, anoksija u pelagičnoj zoni nastavila je da se ponavlja sve do anizijana, verovatno zbog povećane produktivnosti i povratka eolskog uzdizanja. Međutim, neke sekcije pokazuju prilično brz povratak na uslove oksigenskog vodenog stuba, tako da se o tome koliko dugo je anoksija trajala i dalje debatuje. Nestalnost ciklusa sumpora u ranom trijasu ukazuje na to da se morski život i dalje suočava sa povratkom euksinije.
Neki naučnici su osporili hipotezu o anoksiji na osnovu toga da dugotrajni anoksični uslovi ne bi mogli biti podržani da je kasnopermska termohalinska cirkulacija okeana bila u skladu sa „termalnim režimom” koji karakteriše hlađenje na visokim geografskim širinama. Anoksija je možda opstala u „halinom režimu“ u kome je cirkulacija bila vođena suptropskim isparavanjem, iako je „halinski režim“ veoma nestabilan i malo je verovatno da je predstavljao kasnopermsku okeansku cirkulaciju.
Smanjenje sadržaja kiseonika putem ekstenzivnog cvetanja mikroba takođe je igralo ulogu u biološkom kolapsu ne samo morskih ekosistema već i slatkovodnih. Perzistentni nedostatak kiseonika nakon samog izumiranja pomogao je da se odloži biotički oporavak tokom većeg dela epohe ranog trijasa.

### Aridifikacija
Povećanje kontinentalne aridnosti, trend koji je bio u toku čak i pre PTME kao rezultat spajanja superkontinenta Pangea, drastično je pogoršan terminalnim permskim vulkanizmom i globalnim zagrevanjem. Kombinacija globalnog zagrevanja i sušenja izazvala je povećanu učestalost šumskih požara. Tropske priobalske močvarne flore, poput onih u Južnoj Kini, mogle su biti veoma štetno pogođene povećanjem učestalosti šumskih požara, iako je ultimatno nejasno da li je povećanje šumskih požara igralo ulogu u dovođenju taksona do izumiranja.[
Trendovi aridifikacije su se veoma razlikovali po tempu i regionalnom uticaju. Analiza fosilnih rečnih naslaga u poplavnim ravnicama basena Karu ukazuje na prelazak sa vijugavih na isprepletane rečne paterne, što ukazuje na veoma naglo sušenje klime. Promena klime je možda trajala samo 100.000 godina, što je dovelo do izumiranja jedinstvene Glossopteris flore i povezanih biljojeda, praćenih cehom mesoždera. Obrazac izumiranja izazvanih aridnošću koja se progresivno uzdizala u lancu ishrane izvedena je iz biostratigrafije Karu basena. Dokazi za aridifikaciju u Karuu preko granice između perma i trijasa nisu, međutim, univerzalni, jer neki dokazi iz paleosola ukazuju na vlaženje lokalne klime tokom prelaza između dva geološka perioda. Dokazi iz basena Sidneja u istočnoj Australiji, s druge strane, sugerišu da širenje polusušnih i aridnih klimatskih pojaseva preko Pangee nije bilo trenutno, već je umesto toga bio postepen, produžen proces. Osim nestanka tresetišta, bilo je malo dokaza o značajnim sedimentološkim promenama u stilu taloženja preko granice perma-trijasa. Umesto toga, paleoklimatološki modeli sugerišu skroman pomak ka pojačanoj sezonalnosti i toplijim letima zasnovanim na vremenskim proksijima iz kasnog perma i ranog trijasa u regionu. U Kuznječkom basenu u jugozapadnom Sibiru, povećanje aridnosti dovelo je do nestanka šuma kordajita prilagođenih vlažnosti u regionu nekoliko stotina hiljada godina pre granice između perma i trijasa. Sušenje ovog basena se pripisuje širem pomeranju ka polovima sušnije klime tokom kasnog čangsingijana pre nagle glavne faze izumiranja na granici perma-trijasa koja je neproporcionalno uticala na tropske i suptropske vrste.
Perzistentnost hiperaridnosti je takođe varirala regionalno. U severnokineskom basenu, visoko sušni klimatski uslovi zabeleženi su tokom poslednjeg perma, blizu granice perma i trijasa, sa zamahom ka povećanim padavinama tokom ranog trijasa, pri čemu je poslednje verovatno pomoglo biotičkom oporavku nakon masovnog izumiranja. Na drugim mestima, kao na primer u basenu Karu, epizode suve klime su se redovno ponavljale u ranom trijasu, sa dubokim efektima na kopnene tetrapode.
Tipovi i raznovrsnost ihnofosila na lokalitetu korišćeni su kao indikator za merenje aridnosti. Nura, nalazište ihnofosila na ostrvu Sardinija, pokazuje dokaze velikog stresa izazvanog sušom među rakovima. Dok permska podmreža u Nuri pokazuje ekstenzivne horizontalne zatrpane tragove i visok ihnodiverzitet, podmrežu iz ranog trijasa karakteriše odsustvo zatrpanih tragova, što je ihnološki znak aridifikacije.

### Oštećenje ozonskog omotača
Kolaps atmosferskog ozonskog štita je bio naveden kao objašnjenje za masovno izumiranje, posebno kopnenih biljaka. Produkcija ozona je možda smanjena za 60-70%, povećavajući fluks ultraljubičastog zračenja za 400% na ekvatorijalnim širinama i 5.000% na polarnim latitudama.. Ova hipoteza ima prednost u objašnjavanju masovnog izumiranja biljaka, koje bi povećalo nivoe metana, koji bi se zadržavao u atmosferi sa inače visokim nivoom ugljen-dioksida. Fosilne spore iz kraja perma dalje podržavaju teoriju; mnoge spore pokazuju deformitete koji su mogli biti uzrokovani ultraljubičastim zračenjem, koje bi bilo intenzivnije nakon što su emisije vodonik sulfida oslabile ozonski omotač. Nepravilno formirane biljne spore iz vremena izumiranja pokazuju povećanje jedinjenja koja apsorbuju ultraljubičasto B, potvrđujući da je povećano ultraljubičasto zračenje igralo ulogu u ekološkoj katastrofi i isključujući druge moguće uzroke mutageneze, kao što je toksičnost teških metala, u ovim mutiranim sporama. Ekstremno pozitivne Δ33S anomalije pružaju dokaze o fotolizi vulkanskog SO2, što ukazuje na povećan fluks ultraljubičastog zračenja. Podaci o izotopima sumpora iz Severne Kine nisu u skladu sa potpunim kolapsom ozonskog omotača, međutim, sugerišu da to možda nije bio tako važan mehanizam ubijanja kao drugi.
Više mehanizama moglo je smanjiti ozonski štit i učiniti ga neefikasnim. Kompjutersko modelovanje pokazuje da su visoki nivoi metana u atmosferi povezani sa padom ozonskog štita i možda su doprineli njegovom smanjenju tokom PTME. Vulkanske emisije sulfatnih aerosola u stratosferu dovele bi do značajnog uništenja ozonskog omotača. Kao što je ranije pomenuto, stene u regionu gde su bile locirane Sibirske zamke su izuzetno bogate halogenima. Upad vulkana Sibirskih zamki u naslage bogate organohalogenima, kao što su metil bromid i metil hlorid, bio bi još jedan izvor uništavanja ozona. Povećanje šumskih požara, prirodnog izvora metil hlorida, imalo bi dalje štetne efekte i dalje na atmosferski ozonski štit. Podizanje euksinske vode je možda dovelo do velike emisije vodonik sulfida u atmosferu, otrovalo bi kopnene biljke i životinje i ozbiljno oslabilo ozonski omotač, izlažući veći deo života koji je ostao fatalnim nivoima UV zračenja, iako su drugi radovi na modelovanju otkrili da oslobađanje ovog gasa ne bi značajno oštetilo ozonski omotač. Zaista, dokazi o biomarkerima za anaerobnu fotosintezu od strane Chlorobiaceae (zelene sumporne bakterije) od kasnog perma do ranog trijasa ukazuju na to da je vodonik sulfid ušao u plitke vode, jer su ove bakterije ograničene na fotičku zonu i koriste sulfid kao donor elektrona.

### Udar asteroida
Dokazi da je udarni događaj mogao izazvati kredno–paleogeno izumiranje doveli su do spekulacija da su slični uticaji mogli biti uzrok drugih događaja izumiranja, uključujući P–Tr izumiranje, i stoga do traženja dokaza o udarima u vreme drugih izumiranja, kao što su veliki udarni krateri odgovarajuće starosti. Međutim, sugestije da je udar asteroida bio pokretač permsko-trijaskog izumiranja sada su uglavnom odbačene.
Prijavljeni dokazi o udaru sa P–Tr graničnog nivoa uključuju retka zrna šokovskog kvarca u Australiji i Antarktiku; fulerene koji zarobljavaju vanzemaljske plemenite gasove; fragmente meteorita na Antarktiku; i zrna bogata gvožđem, niklom i silicijumom, koja su možda nastala udarom. Međutim, tačnost većine ovih tvrdnji je dovedena u pitanje. Na primer, kvarc sa Grafitnog vrha na Antarktiku, koji se nekada smatrao „šokovskim”, ponovo je ispitan optičkom i transmisijskom elektronskom mikroskopijom. Zaključeno je da zapažene karakteristike nisu posledica udara, već plastične deformacije, u skladu sa formiranjem u tektonskom okruženju kao što je vulkanizam. Nivoi iridijuma na mnogim lokacijama koje se prostiru na granicama perma i trijasa nisu anomalne, što pruža dokaze protiv vanzemaljskog uticaja kao uzroka PTME.
Udarni krater na morskom dnu bio bi dokaz mogućeg uzroka P-Tr izumiranja, ali bi takav krater do sada nestao. Pošto je 70% Zemljine površine trenutno more, verovatno je da će fragment asteroida ili komete možda više nego dvostruko pogoditi okean nego kopno. Međutim, najstarija kora na okeanskom dnu Zemlje stara je samo 200 miliona godina, jer se neprestano uništava i obnavlja širenjem i subdukcijom. Štaviše, krateri proizvedeni veoma velikim udarima mogu biti maskirani ekstenzivnim poplavnim bazaltiranjem odozdo nakon što je kora probušena ili oslabljena. Ipak, subdukciju ne treba u potpunosti prihvatiti kao objašnjenje za nedostatak dokaza: kao i kod K-T događaja, očekivao bi se sloj izbacivanja bogat siderofilnim elementima (kao što je iridijum) u formacijama iz tog vremena.
Veliki udar bi mogao da izazove druge mehanizme izumiranja opisane gore, kao što su erupcije Sibirskih zamki bilo na mestu udara ili na antipodu mesta udara. Naglost udara takođe objašnjava zašto više vrsta nije brzo evoluiralo da bi preživelo, kao što bi se očekivalo da je događaj perm-trijasa bio sporiji i manje globalan od udara meteorita.
Tvrdnje o udaru bolida su kritikovane na osnovu toga što su nepotrebne kao objašnjenja za izumiranje, i da se ne uklapaju u poznate podatke kompatibilne sa produženim izumiranjem koje se proteže hiljadama godina. Pored toga, mnoga mesta koja se protežu na granici perma i trijasa pokazuju potpuni nedostatak dokaza o udarnom događaju.

#### Moguća mesta udara
Mogući udarni krateri predloženi kao mesto udara koji je izazvao P-Tr izumiranje uključuju 250 km (160 mi) Bedout strukturu kod severozapadne obale Australije i hipotetički krater Vilkes Land na istočnom Antarktiku od 480 km (300 mi). Uticaj nije dokazan ni u jednom slučaju, a ideja je naišla na široke kritike. Geofizička karakteristika Vilkes Landa je veoma neizvesne starosti, verovatno kasnije od permsko-trijaskog izumiranja.
Druga hipoteza o udaru postulira da je udar koji je formirao krater Aragvajna, čije je formiranje datovano na pre 254,7 ± 2,5 miliona, što je mogući vremenski raspon koji se preklapa sa izumiranjem na kraju perma, podstakao masovno izumiranje. Udar se dogodio oko velikih naslaga uljnih škriljaca u plitkom morskom basenu Parana-Karu, čija je perturbacija seizmičnosti nastala usled udara verovatno izbacila oko 1,6 teratona metana u Zemljinu atmosferu, podstičući ionako brzo zagrevanje izazvano oslobađanjem ugljovodonika usled Sibirskih zamki. Veliki zemljotresi izazvani udarom bi dodatno izazvali masivne cunamije širom većeg dela sveta. Uprkos tome, većina paleontologa odbacuje udar kao značajan pokretač izumiranja, navodeći relativno nisku energiju oslobođenu udarom (ekvivalentnu 105 do 106 TNT-a, oko dva reda veličine niže od energije udara za koju se veruje da je potrebna za izazivanje masovnih izumiranja).
U radu iz 2017. zabeleženo je otkriće anomalije kružne gravitacije u blizini Foklandskih ostrva koja bi mogla odgovarati udarnom krateru prečnika 250 km (160 mi), što je potkrepljeno seizmičkim i magnetnim dokazima. Procene za starost strukture kreću se do 250 miliona godina. Ovo bi bilo znatno veće od dobro poznatog udarnog kratera Čiksulub od 180 km (110 mi) povezanog sa kasnijim izumiranjem. Međutim, Dejv Makarti i kolege iz Britanskog geološkog zavoda su ilustrovali da anomalija gravitacije nije kružna, kao i da seizmički podaci koje su predstavili Roka, Rampino i Baez Preser nisu prešli predloženi krater, niti daju bilo kakav dokaz za krater od udara.

### Metanogeni
Hipoteza objavljena 2014. postulira da je za izumiranje odgovoran rod anaerobnih metanogenih arheja poznatih kao Methanosarcina. Tri linije dokaza sugerišu da su ovi mikrobi stekli novi metabolički put transferom gena otprilike u to vreme, omogućavajući im da efikasno metabolišu acetat u metan. To bi dovelo do njihove eksponencijalne reprodukcije, omogućavajući im da brzo troše ogromne naslage organskog ugljenika koje su se nakupile u morskom sedimentu. Rezultat bi bio oštro nakupljanje metana i ugljen-dioksida u okeanima i atmosferi, na način koji može biti u skladu sa 13C/12C izotopskim zapisom. Masivni vulkanizam je olakšao ovaj proces oslobađanjem velikih količina nikla, oskudnog metala koji je kofaktor za enzime uključene u proizvodnju metana. Hemostratigrafska analiza graničnih sedimenata perma-trijasa u haotijanu pokazuje da bi metanogeni prasak mogao biti odgovoran za određeni procenat fluktuacija izotopa ugljenika. S druge strane, u kanonskim majšanskim sekcijama, koncentracija nikla se donekle povećava nakon što su koncentracije δ13C počele da opadaju.

### Međuzvezdana prašina
Džon Gribin tvrdi da je Sunčev sistem poslednji put prošao kroz spiralni krak Mlečnog puta pre oko 250 miliona godina i da su nastali oblaci prašnjavog gasa možda izazvali zatamnjenje Sunca, što je u kombinaciji sa efektom Pangee dovelo do ledenog doba.

## Poređenje sa sadašnjim globalnim zagrevanjem
PTME je upoređen sa trenutnom antropogenom situacijom globalnog zagrevanja i holocenskim izumiranjem zbog zajedničke karakteristike velikih brzina oslobađanja ugljen-dioksida. Iako je trenutna stopa emisije gasova sa efektom staklene bašte više od reda veličine veća od stope merene tokom PTME, ispuštanje gasova staklene bašte tokom PTME je bilo loše geohronološki ograničeno i najverovatnije je bilo pulsirajuće i ograničeno na nekoliko ključnih, kratkih intervala, umesto da se kontinuirano dešavaju konstantnom brzinom tokom celog intervala izumiranja; brzina oslobađanja ugljenika u ovim intervalima je verovatno bila slična u vremenu kao i moderne antropogene emisije. Kao i tokom PTME, okeani u današnje vreme doživljavaju pad pH vrednosti i nivoa kiseonika, što podstiče dalja poređenja između savremenih antropogenih ekoloških uslova i PTME. Predviđa se da će se desiti još jedan događaj biokalcifikacije sličan po svojim efektima na moderne morske ekosisteme ako nivoi ugljen-dioksida nastave da rastu. Promene u interakcijama između biljaka i insekata koje su rezultat PTME-a su takođe prizvane kao mogući pokazatelji buduće ekologije sveta. Sličnosti između dva događaja izumiranja dovele su do upozorenja geologa o hitnoj potrebi za smanjenjem emisije ugljen-dioksida ako se želi sprečiti događaj sličan PTME.

## Literatura
- Over, Jess (editor), Understanding Late Devonian and Permian–Triassic Biotic and Climatic Events, (Volume 20 in series Developments in Palaeontology and Stratigraphy (2006). The state of the inquiry into the extinction events.
- Sweet, Walter C. (editor), Permo–Triassic Events in the Eastern Tethys : Stratigraphy Classification and Relations with the Western Tethys (in series World and Regional Geology)
- Ogden, DE; Sleep, NH (2012). „Explosive eruption of coal and basalt and the end-Permian mass extinction”. Proc. Natl. Acad. Sci. U.S.A. 109 (1): 59—62. Bibcode:2012PNAS..109...59O. PMC 3252959 . PMID 22184229. doi:10.1073/pnas.1118675109. Приступљено 25. 12. 2011.

## Spoljašnje veze
- „Siberian Traps”. Приступљено 30. 4. 2011.
- „Big Bang In Antarctica: Killer Crater Found Under Ice”. Приступљено 30. 4. 2011.
- Шаблон:Cite web
- #invoke:citation/CS1
- #invoke:citation/CS1
- #invoke:citation/CS1 Podcast available.
- Шаблон:Cite news
- Шаблон:Cite news

Шаблон:Подножје